# Textilie

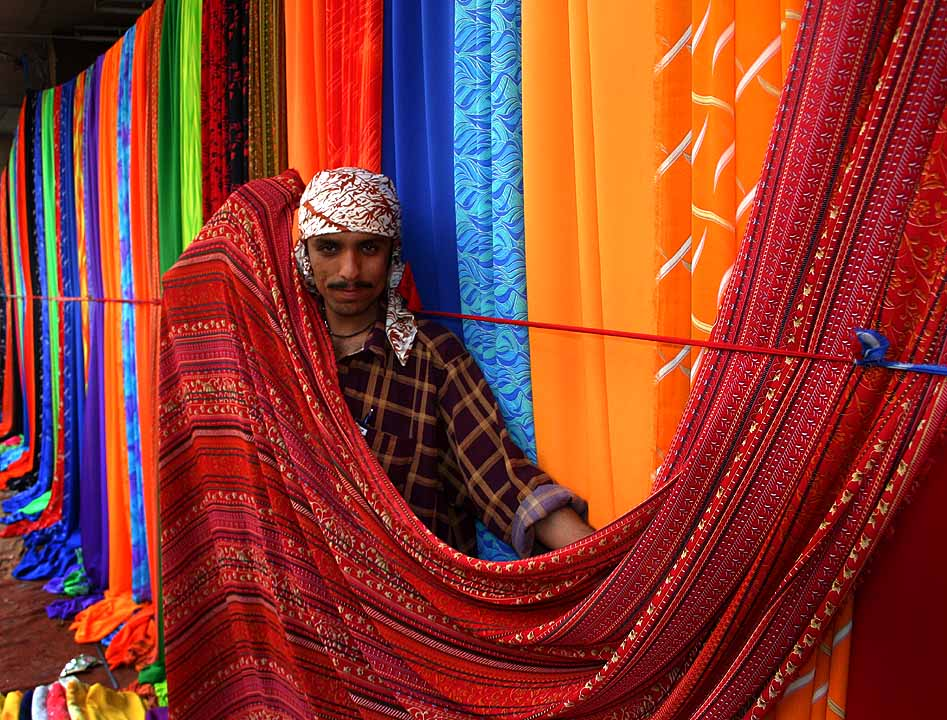
Tradiční textilie: Nedělní trh v Karáčí v Pákistánu

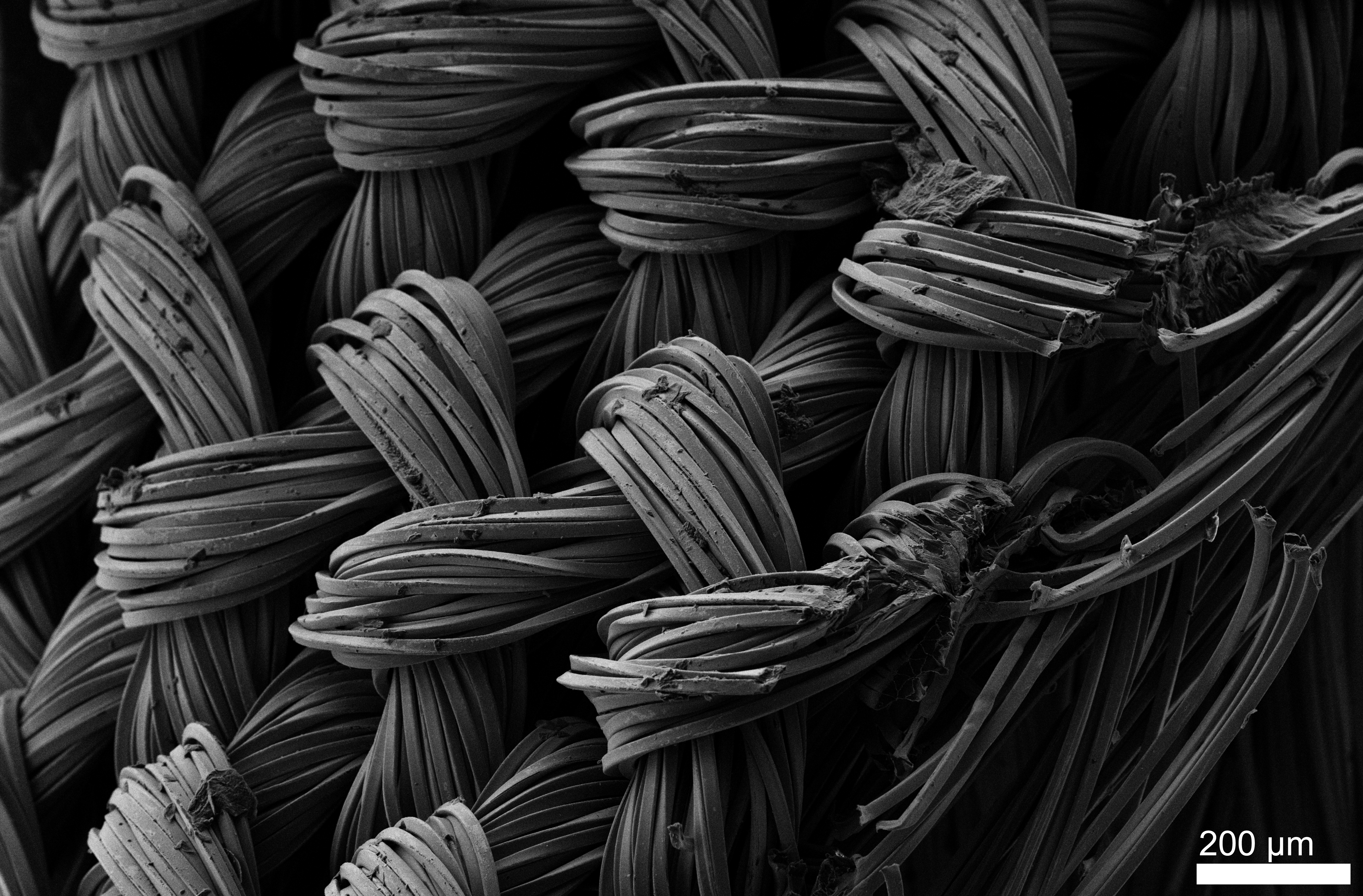
Textilie z 21. století: Elektrovodivá pletenina z postříbřené polyamidové příze (150 x zvětšeno)

Textilie (z latinského textilis, tkaný) je souhrnný název pro výrobky obsahující textilní vlákno a to výrobky, které obsahují nejméně 80 % váhového množství textilních vláken.
Následující článek stručně vysvětluje základní pojmy a souvislosti od suroviny až po výrobek před konečným použitím. Nezabývá se způsoby a formami použití textilií, jako jsou
- oděvy, bytové a technické textile,
- výrobky, které obsahují i jinou než textilní surovinu (s doplňujícím významem).

## Historie textilu
- již v dávnověku bylo použito vřetene k výrobě hrubé příze
- cca před 30 000 lety – lněné šicí nitě (jeskyně Dzudzuana, Gruzie) [3]
- cca před 25 000 lety – plošné textilie zhotovené “předtkalcovskou” technikou – negativní otisky na pálené hlíně (Dolní Věstonice) [4]
- cca před 15 000 lety – karbonizované zbytky šňůry (Lascaux, Francie)
- V Jižní Americe byla objevena lněná tkanina, která je údajně starší než 10 000 let [5]
- cca 6500 před n. l. – objev zbytků textilie vytvořených technikou, která byla používána před vynálezem předení nepřerušované příze (jeskyně Nehal Hemar, Izrael). Tato technika používala krátkých délek příze, vzájemně propletených smyčkami. [6]
- 4200 př. n. l. – bavlna barvená indigem (Huaca Prieta, Peru) [7]
- 200 př. n. l. až 200 n. l. - přibližné datum vzniku pletenin v Peru, které na americkém kontinentě objevili španělští kolonisté [6]
- cca 200 n. l. – štočkový tisk na hedvábí (Čína) [6]
- cca 1000 n. l. – ponožky pletené z předené bavlny (Egypt) [6]
- 1589 – mechanické pletení „stocking frame“ (Anglie)
- 1779 – “létající (tkalcovský) člunek” (Anglie)
- 1790 – žakárový stroj (Francie)
- 1830 – prstencový dopřádací stroj (Anglie)
- 1856 – syntetické barvivo (Anglie), jazýčková pletací jehla (Anglie)
- 1892 – viskózové vlákno
- 1896 – skleněné textilní vlákno (Německo)
- 1930 – jehlový tkací stroj
- 1937 – výroba polyamidového vlákna (USA)
- 1945 – výroba polyesterového vlákna (Anglie)
- 1956 – výroba polypropylénového vlákna (Itálie)
- 1959 – syntetické elastické vlákno (USA)
- 1960 – pneumatický tkací stroj
- 1963 – rotorový dopřádací stroj (Československo)
- 1964 – aramidové vlákno (USA)
- 1980 – mikrovlákno (Japonsko)
- cca 1985 – výroba nanovláken (USA) [8]

## Výroba textilií

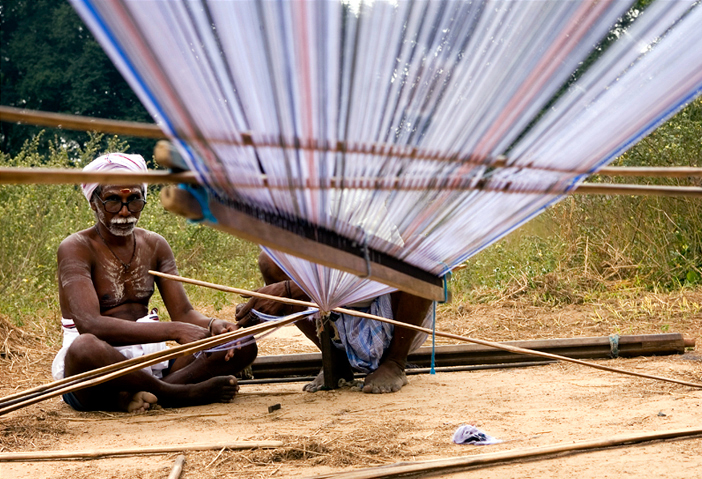
Indický tkadlec připravující osnovu ve vesnici poblíž Káňčipuramu

Textilní výroba je staré řemeslo, jež bylo k nepoznání změněno technologickým pokrokem. Naprostá většina textilií dnes pochází z hromadné nebo sériové průmyslové výroby. Na jejich hodnotě má však přes pokročilou mechanizaci a částečnou automatizaci poměrně vysoký podíl lidská práce. Z toho důvodu se textilní výroba přemísťuje do zemí s nižšími mzdovými náklady a v regionech s vysokou životní úrovní téměř vymizela. Ve 2. dekádě 21. století bylo celosvětově v textilním průmyslu (bez konfekční výroby) zaměstnáno asi 11,5 milionů lidí s průměrným ročním výdělkem cca 2000 USD.
Spotřeba textilních surovin obnášela v roce 2014 asi 87 milionů tun, celosvětová hodnota textilií vyrobených v roce 2018 se udávala s cca 994 miliardami USD.
Podíly finálních výrobků na celkové spotřebě vláken v roce 2011: oděvy 54 %, bytové 25 %, technické 12 % a netkané textilie 9%.

## Vlákno
Vlákno je základem každé textilie. Ve výjimečných případech používá v nezměněném stavu, jinak se podle účelu dalšího použití zpracovává předením, plstěním, vpichováním, prošíváním, lisováním, a lepením.

#### Podle původu
se vlákna rozdělují na:
| Přírodní vlákna | Přírodní vlákna | Přírodní vlákna  | Přírodní vlákna  | Chemická vlákna       | Chemická vlákna       | Chemická vlákna | Chemická vlákna |
| Druh            | Druh            | Příklad          | Příklad          | Druh                  | Druh                  | Příklad         | Příklad         |
| rostlinná       | rostlinná       | bavlna           | bavlna           | z přírodních polymerů | z přírodních polymerů | viskóza         | viskóza         |
| živočišná       | živočišná       | přírodní hedvábí | přírodní hedvábí | ze syntet. polymerů   | ze syntet. polymerů   | polyester       | polyester       |
| anorganická     | anorganická     | azbest           | azbest           | nepolymerní           | nepolymerní           | skleněné vlákno | skleněné vlákno |

Přírodní vlákna (asi 30 % z celkového množství) se zpracovávají zpravidla v nezměněné délce jako tzv. staplová vlákna, jen z hedvábí se vyrábí kontinuální (filamentová) příze.
Umělá vlákna se vyrábějí  asi ze 2/3 jako kontinuální („nekonečný“) útvar, 1/3 vyráběného množství se zkracuje na stříž  nebo velmi krátká sekaná vlákna (chopped).  
Pro určité účely se vlákna upravují barvením, bělením nebo regulovanou srážlivostí.

#### Způsob zpracování

##### Předení
Předení v textilní češtině znamená výrobu příze (výlučně) z přírodních a umělých staplových vláken. V jiných jazycích se pod tímto označením (např. angl.: spinning, něm.: Spinnen, Erspinnen) mimo předení rozumí také zvlákňování chemických materiálů, tedy výroba, jejímž výsledkem je příze z nekonečných vláken, kabílek nebo stříž na staplové příze.
Podíl příze na spotřebě staplových a nekonečných vláken se dá odhadnout na více než 80 % (z toho se skoro třetina vyrábí z nekonečných vláken).

##### Plstění
je v původní podobě zpevňování plošné vrstvy vláken (rouna) působením tepla, vlhkosti a opakovaného mechanického namáhání.
Plst se dnes většinou vyrábí „suchou“ technologií – vpichováním.
Ruční plstění vpichováním (většinou do pramene z mykaných vláken) se provozuje jen jako hobby.

##### Vpichování
Do rouna se vpichují jehly zvláštního tvaru, pomocí kterých se vlákna vzájemně zauzlí.
Tato technologie se používá také při výrobě některých druhů netkaných textilií.

##### Zpevňování rouna na netkané textilie
Vrstva staplových vláken se zpevňuje:
- Proplétáním
  - z jednotlivých vláken se tvoří očka, která se navzájem spojují
  - vlákenné rouno se zpevňuje osnovní pleteninou
- Lisováním – tlakem vodních paprsků (působí podobně jako jehly při vpichování)
- Lepením rouna disperzními pojivy – impregnací, postřikem, tiskem (vzorovaného válce)
- Tavením polymeru ve vlákenném rounu a zchlazením

#### Galerie textilních vláken

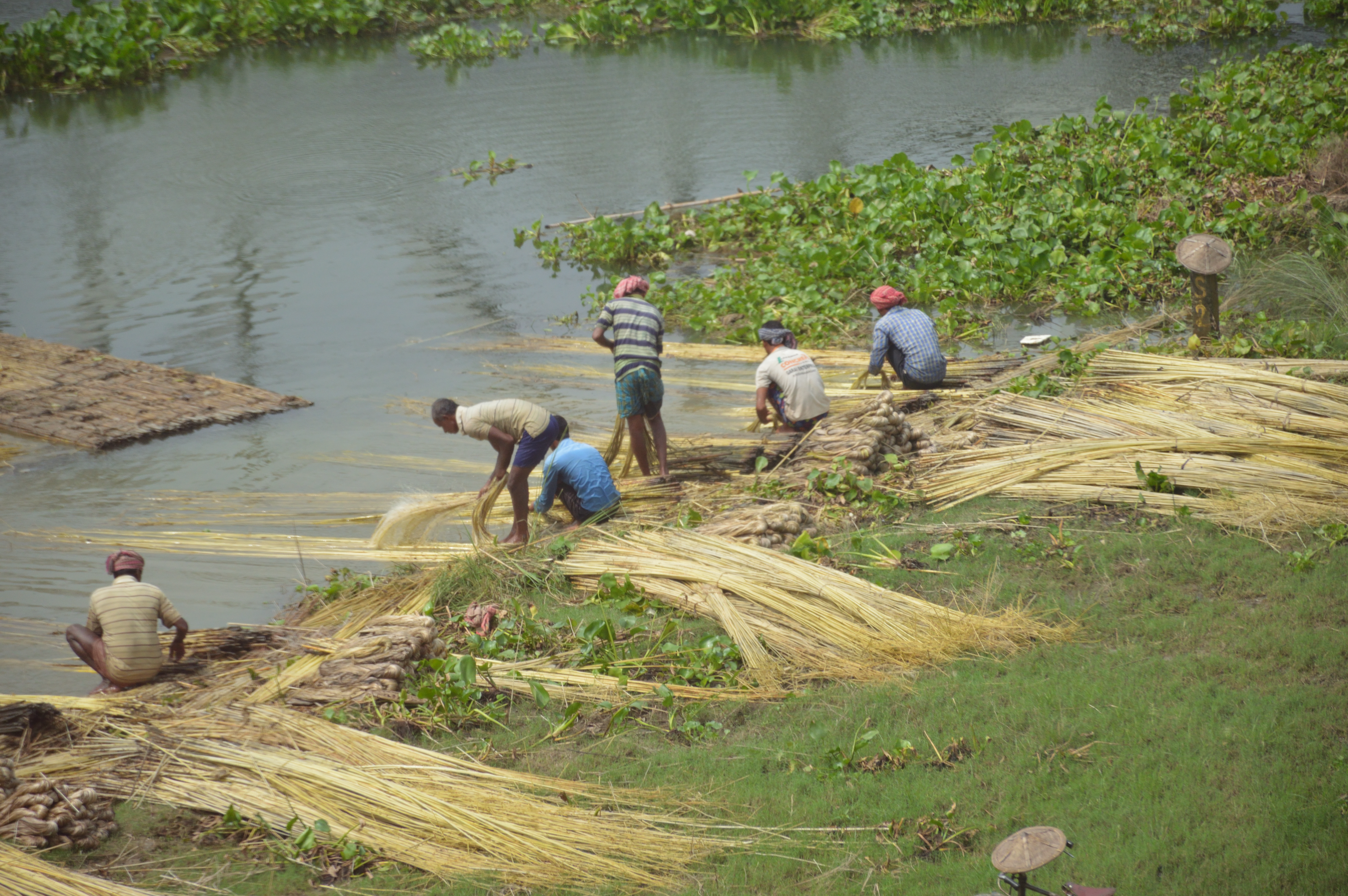
Máčení juty (Západní Bengálsko 2017)
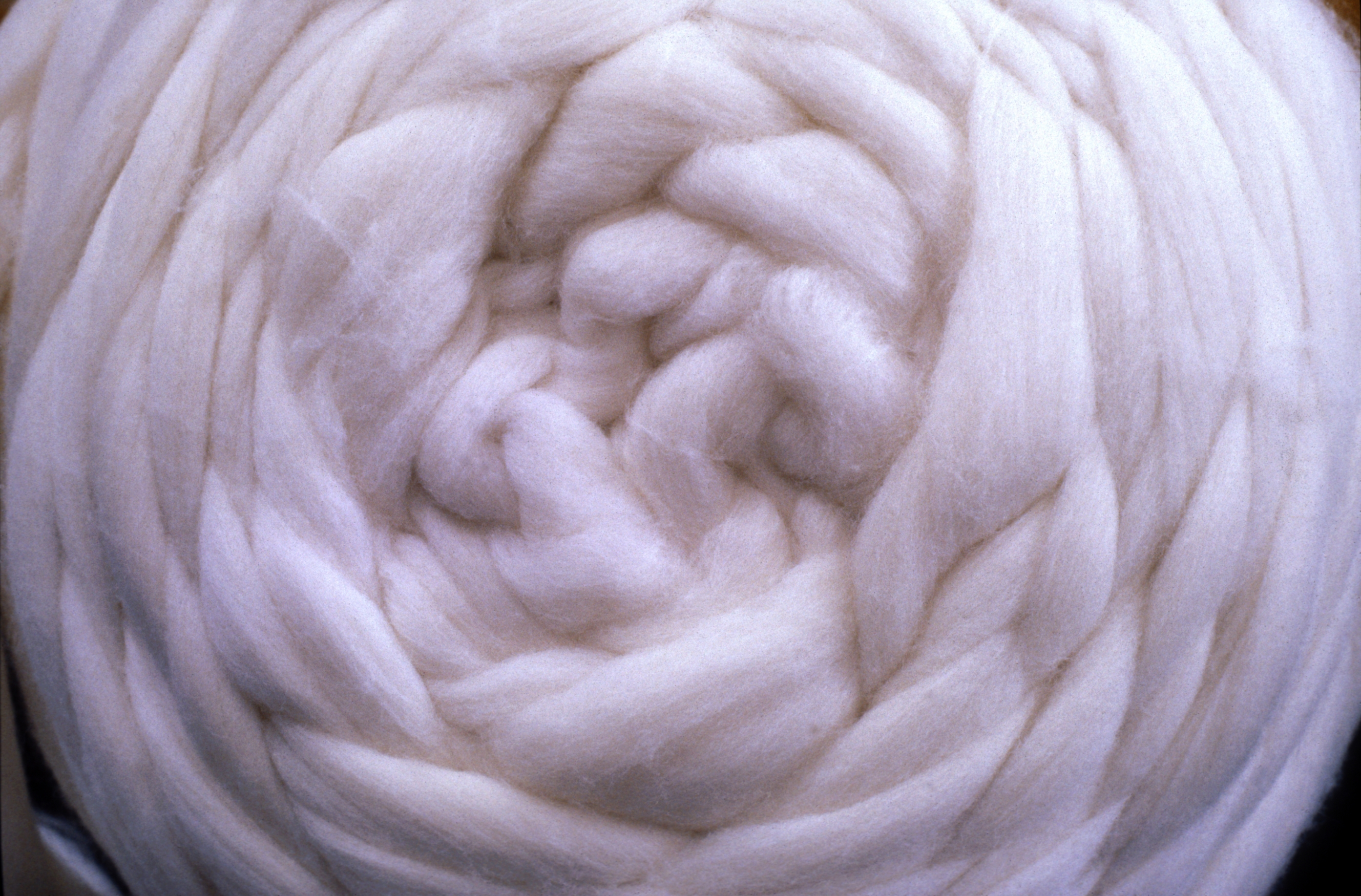
Česanec – pramen vláken česané vlny
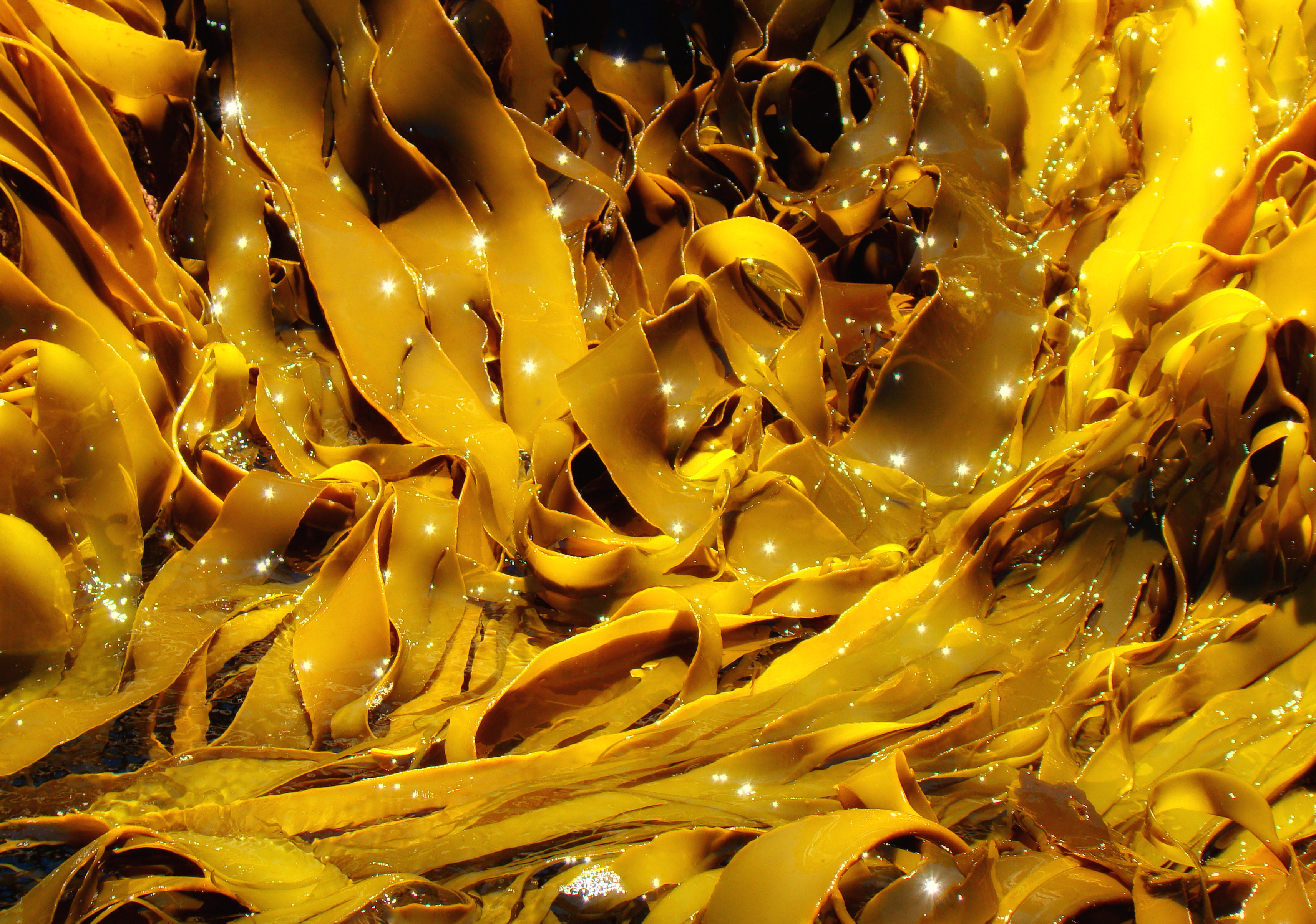
Hnědé mořské řasy – surovina pro alginátová vlákna
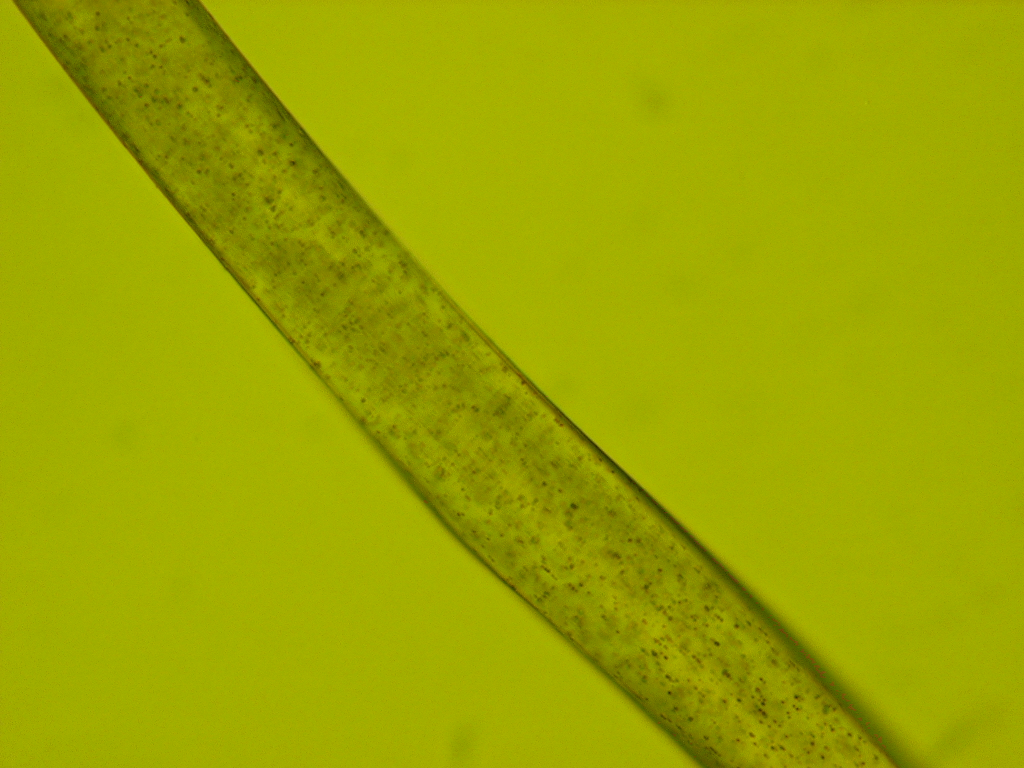
Polyesterové vlákno 400× zvětšené
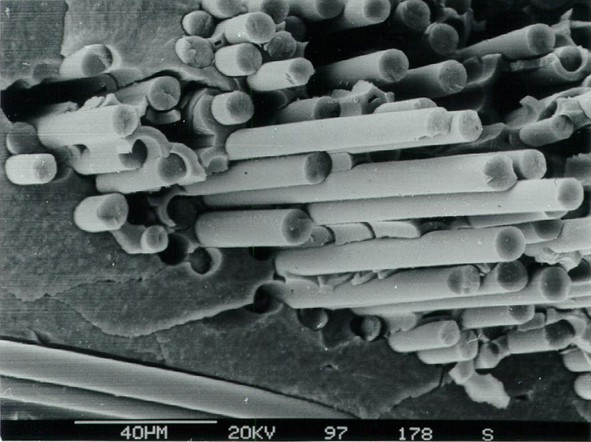
Vlákna z karbidu křemíku jako výztuž kompozitu (1000x zvětšeno)

## Délkové textilie

### Příze
Podstatná část textilních vláken se používá k výrobě příze. Tato vzniká
- jako staplová, provázáním jednotlivých vláken o délce cca 10–150 mm
- jako „hedvábí“ (filament, příze z nekonečných vláken)
  - protlačením horké vlákenné masy tryskou (u chemických vláken) nebo
  - odmotáním (přírodního hedvábí) z kokonu.[18][19]

#### Druhy a názvy přízí
je možné rozdělit například podle:
| Výrobní technologie | Způsobu dopřádání | Způsobu úpravy     | Použití             |
| mykaná bavlnářská   | prstencová        | jednoduchá hladká  | tkaní               |
| mykaná vlnařská     | rotorová          | jednoduchá efektní | pletení             |
| poločesaná          | předeno-skaná     | skaná              | ruční práce         |
| česaná (vlnařská)   | frikční           | tvarovaná          | šicí nitě           |
| česaná (bavlnářská) | dopřádaná tryskou | mercerovaná        | koberce             |
| a j.                | a j.              | barvená            | provaznické výrobky |

#### Galerie přízí

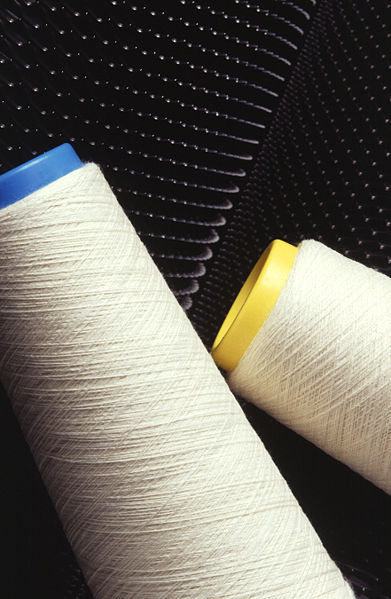
Jednoduchá příze na kónických cívkách
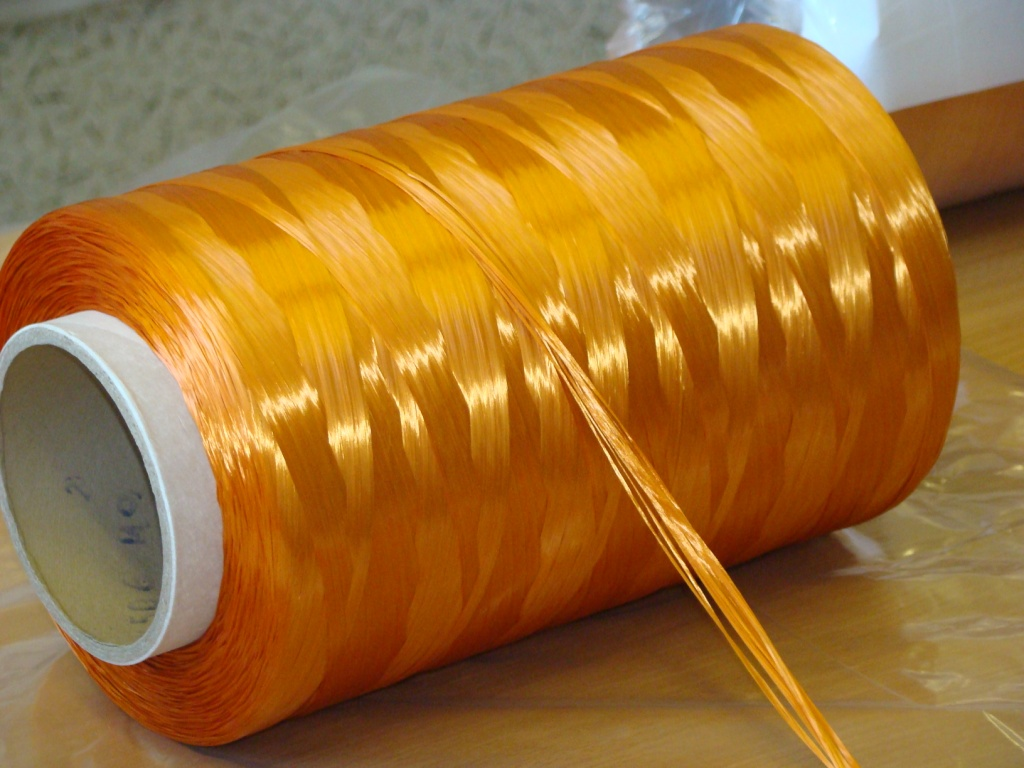
Filamentová příze s nízkou hořlavostí
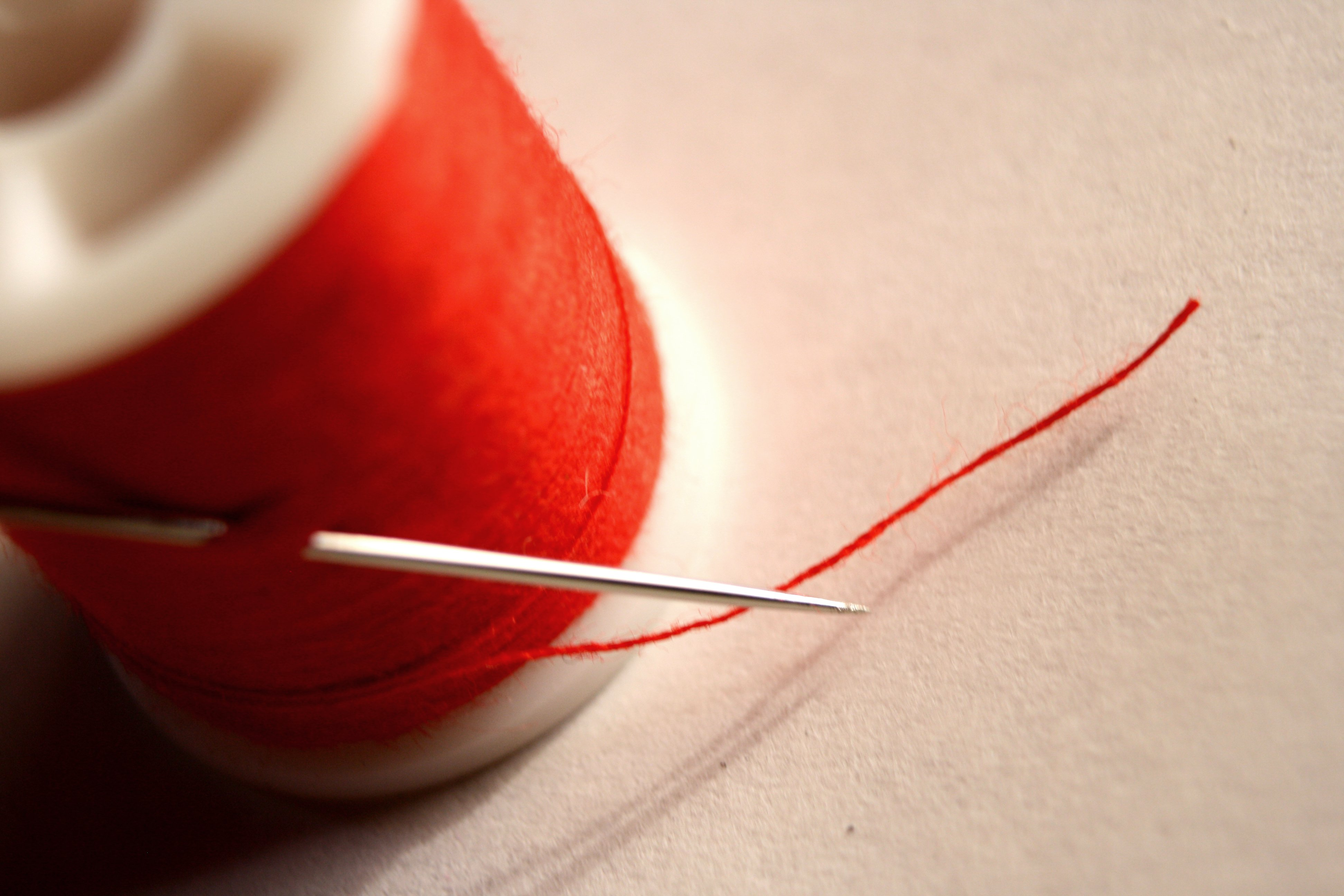
Šicí nit
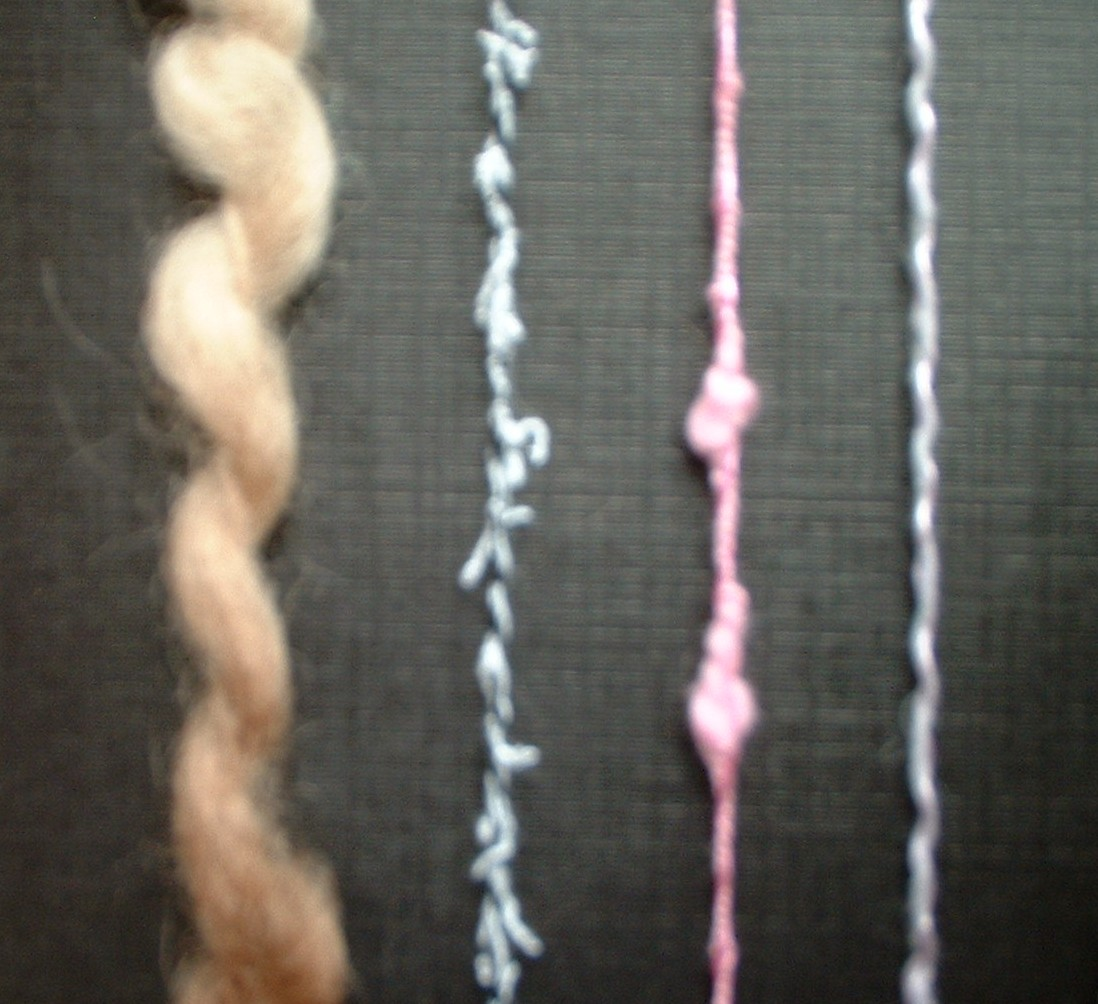
Skané efektní příze na ruční pletení
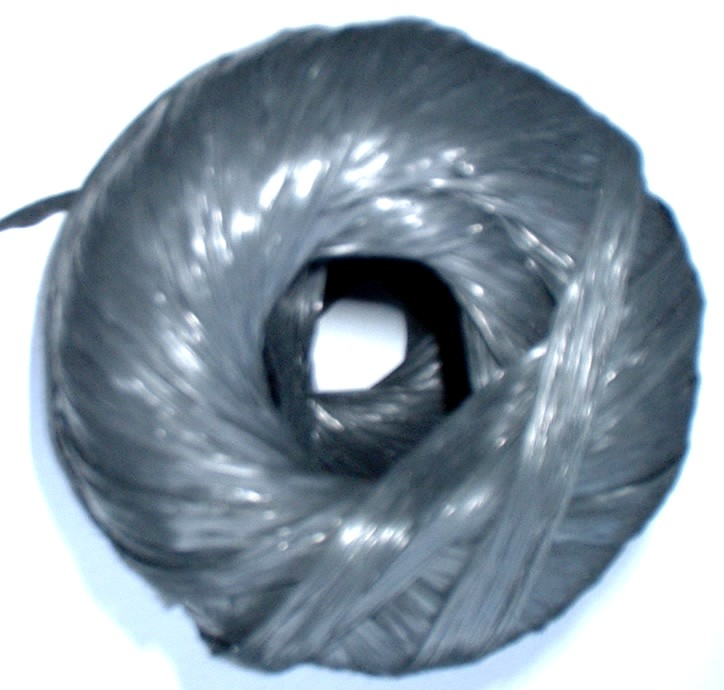
Pletací příze z fóliových pásků

### Pletenec
K pletencům patří šňůry, prýmky, tkaničky, lana a pod. délkové textilie vyrobené  splétáním. 

#### Příklady pletenců

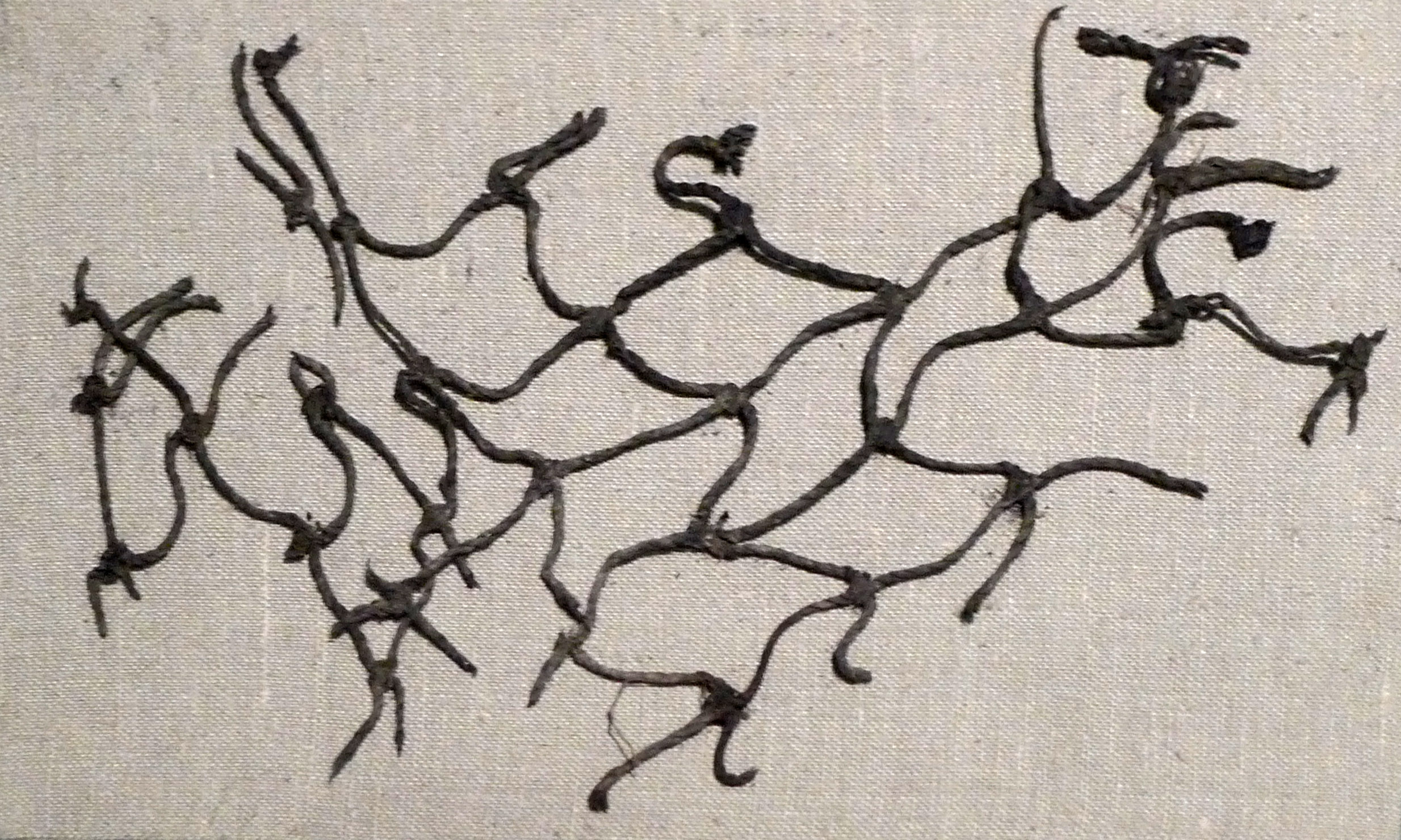
Síť z lýkové šňůry asi 10 000 let stará
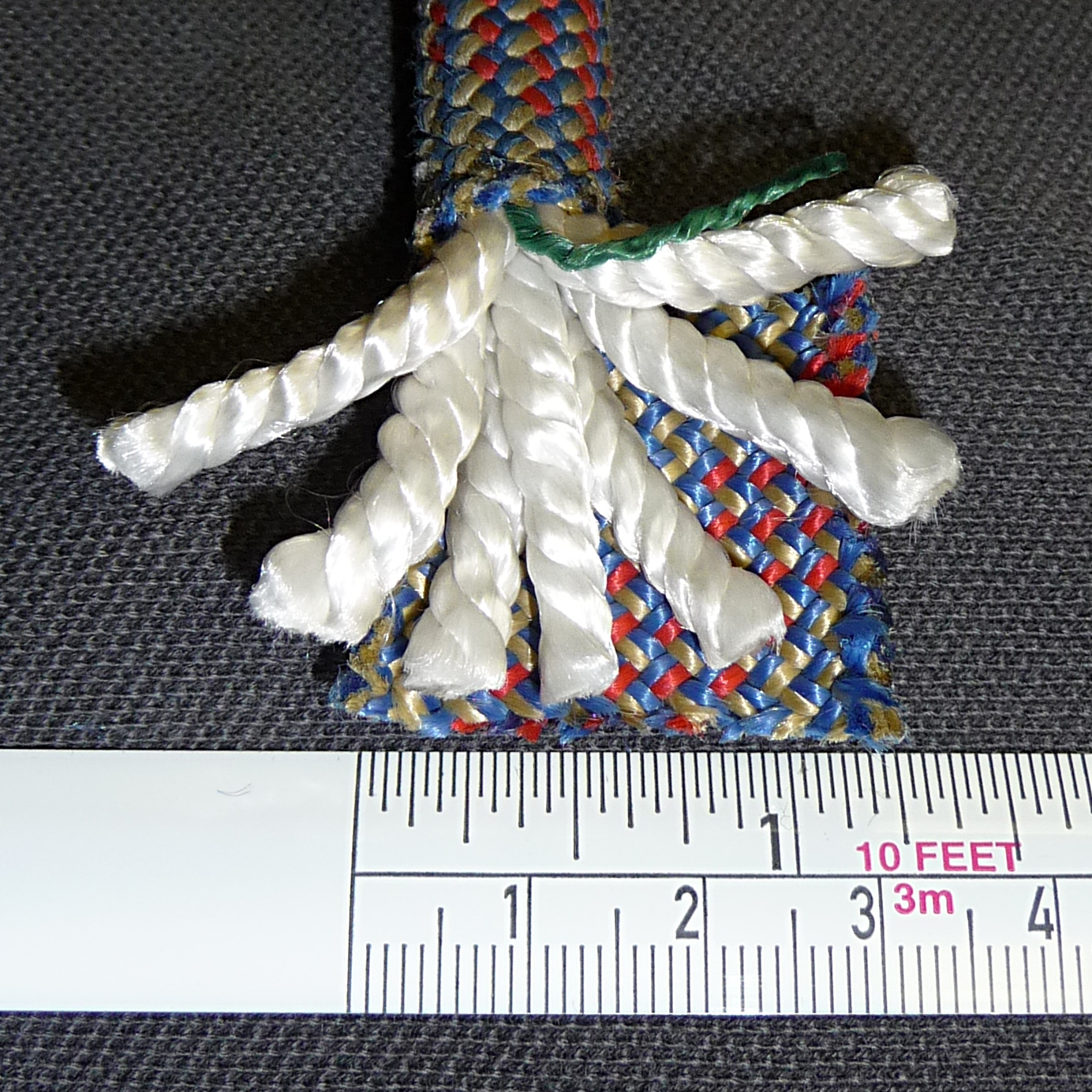
Horolezecké lano z PA příze
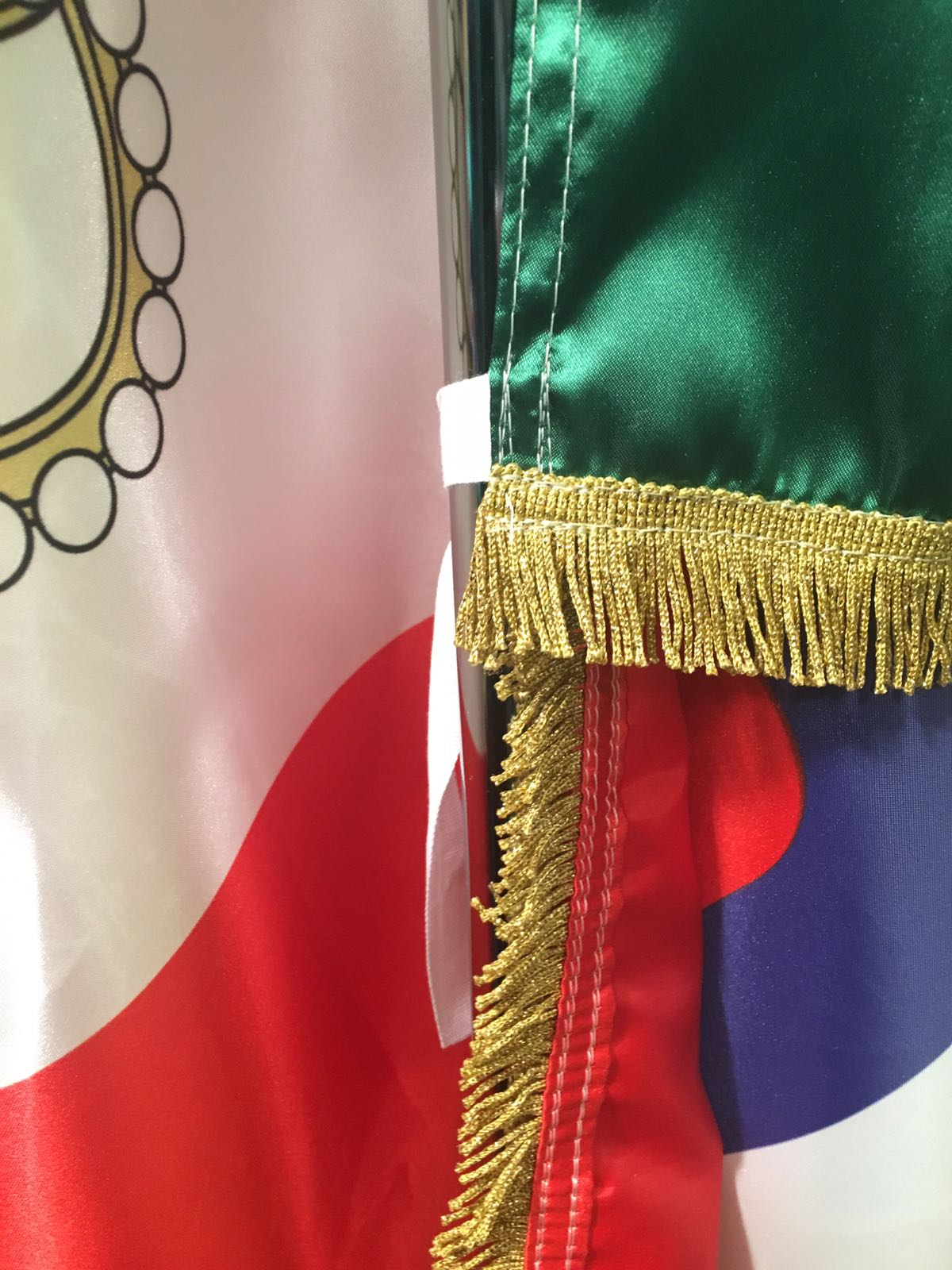
Třásně na vlajce Italského království (19. století)
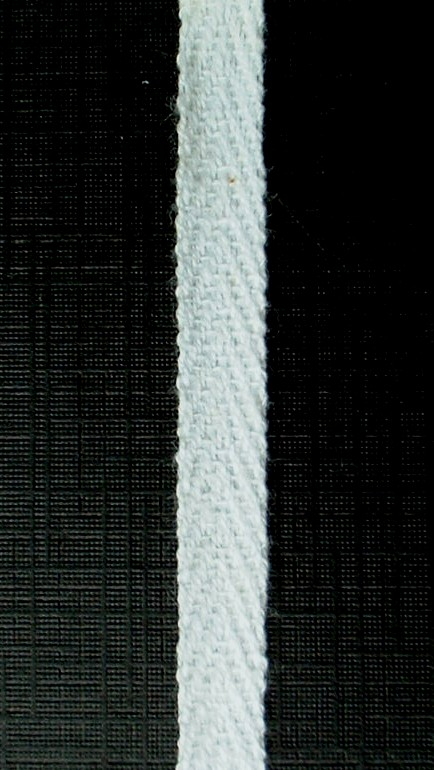
Bavlněná pertle
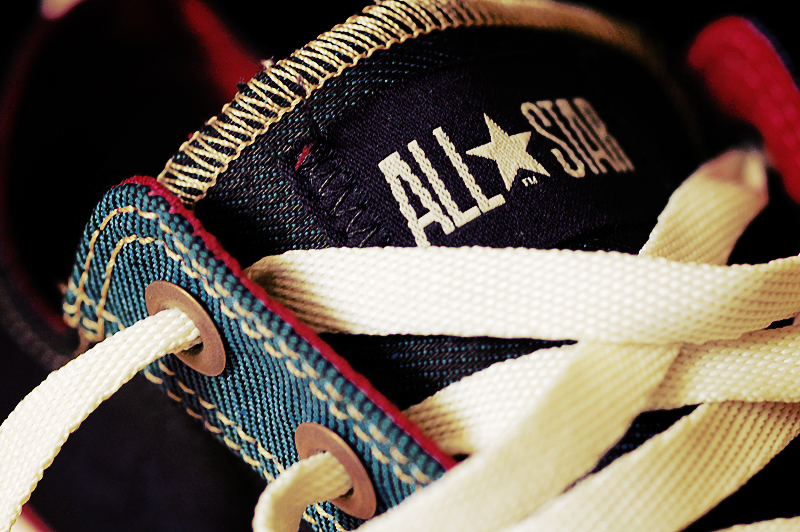
Tkanice na teniskách (2006)

## Plošné textilie

### Tkanina
Tkanina je plošná textilie, která vzniká provázáním osnovy a útku.
Tkalcovny spotřebují více než polovinu všech na světě vyrobených přízí. (Z hrubých odhadů z 80. let minulého století se dá odvodit, že to bylo více než 60 %).

#### Druhy a názvy tkanin
Druhy tkanin se mohou rozdělit například podle následujících kritérií:
| Vazba                   | Vzorování         | Speciální druh | Obchodní název   |
| plátnová (+odvozené v.) | hladké            | smyčková       | popelín          |
| keprová (+odvozené v.)  | vzorování osnovou | plyšová        | tvíd             |
| atlasová (+odvozené v.) | vzorov. s 1 útkem | perlinková     | taft             |
| krep                    | s útkovou záměnou | kobercová      | flanel           |
| kanava                  | žakarské          | stuhová        | axminster        |
| vafle                   | a j.              | brožovaná      | a desítky jiných |

#### Galerie tkanin

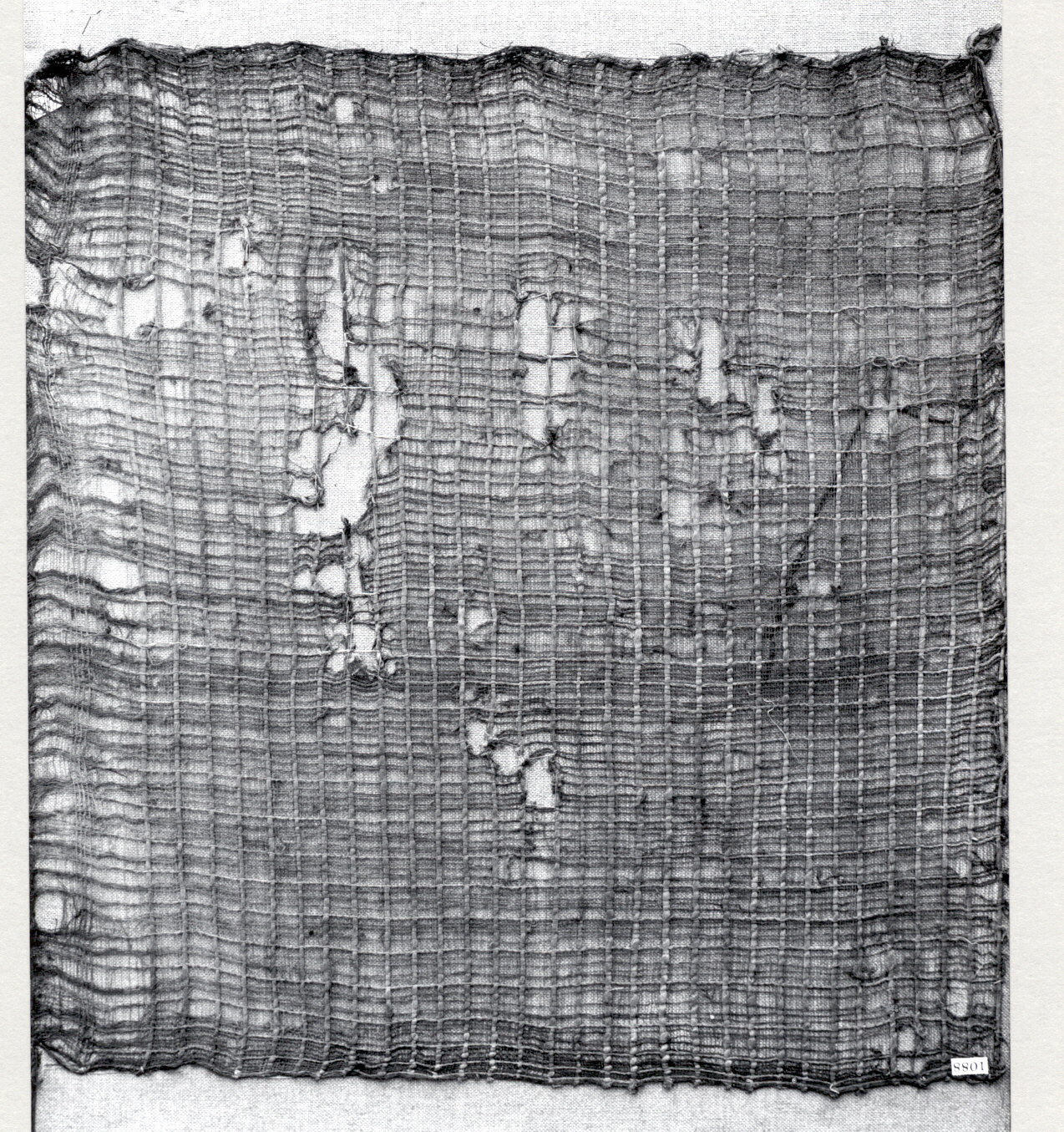
Gáz – fragment z 1. poloviny 2. tisíciletí (Peru)
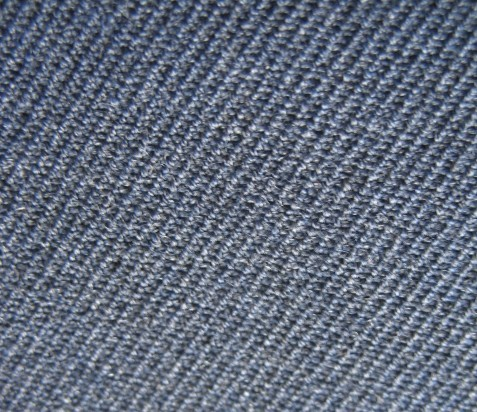
Jednobarevná tkanina: Gabardén
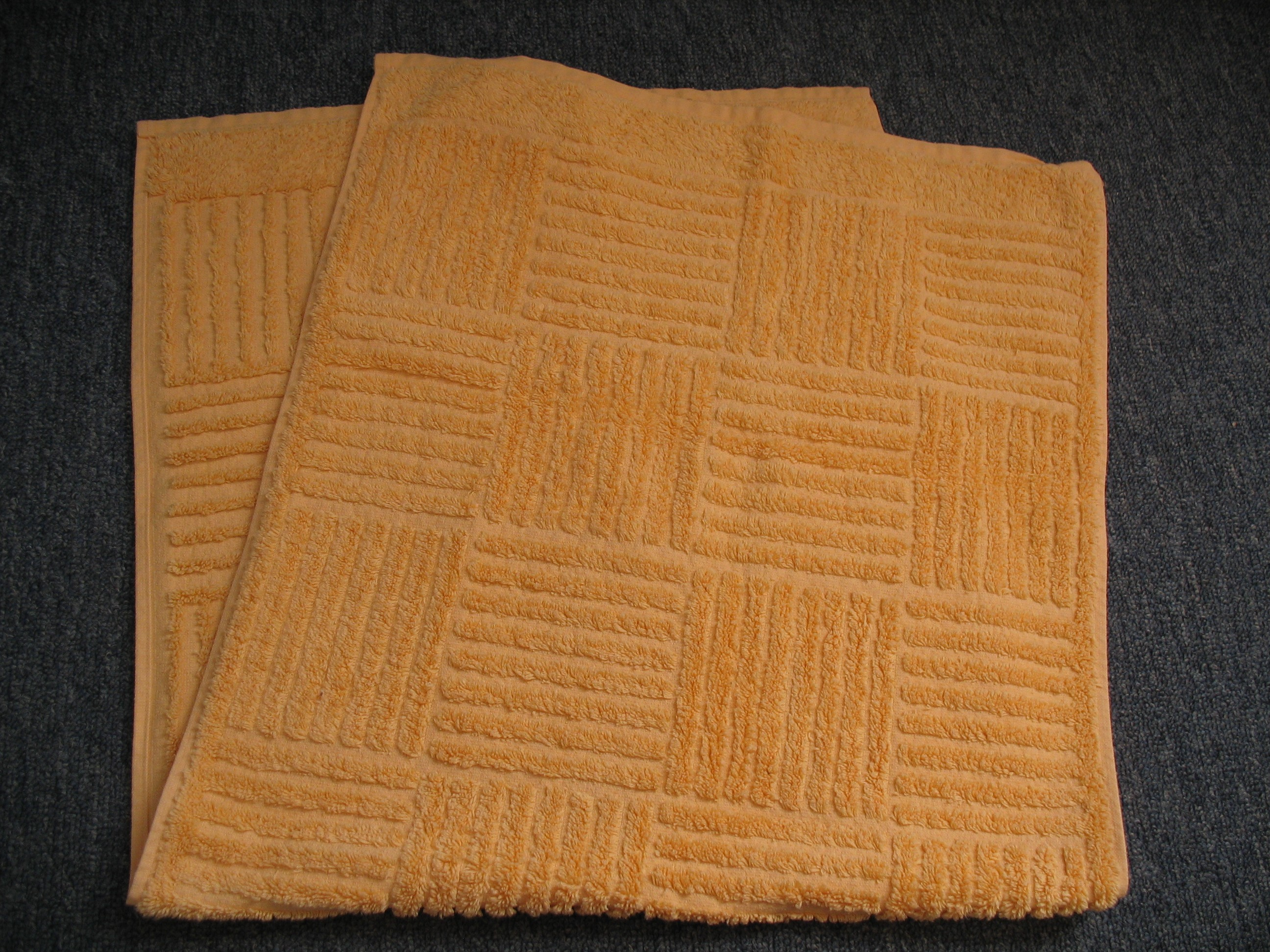
Ručník ze smyčkové tkaniny
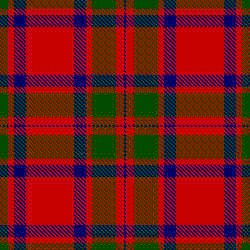
Tkanina z různobarevných přízí
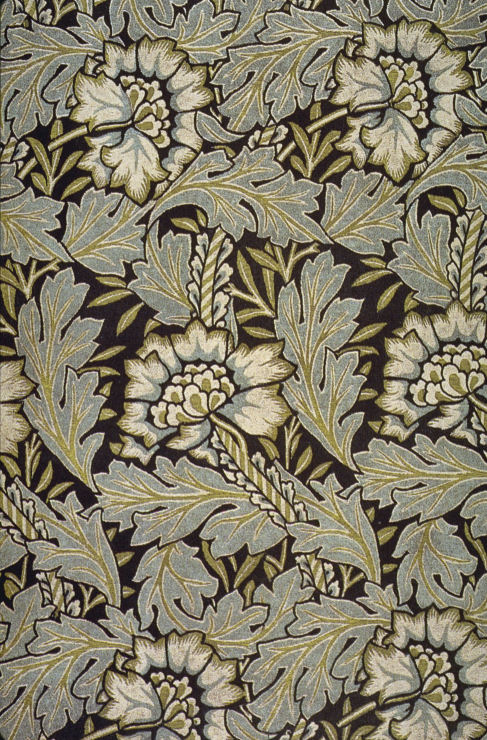
Žakárová tkanina z roku 1876
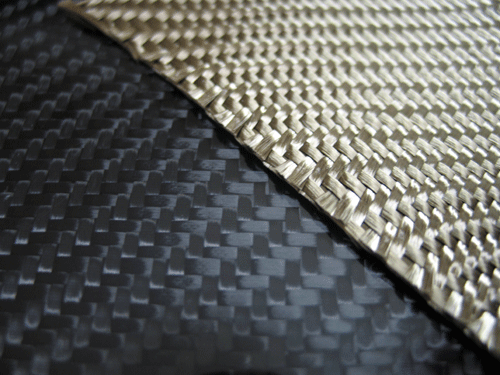
Laminovaná tkanina z čedičových a uhlíkových filamentů
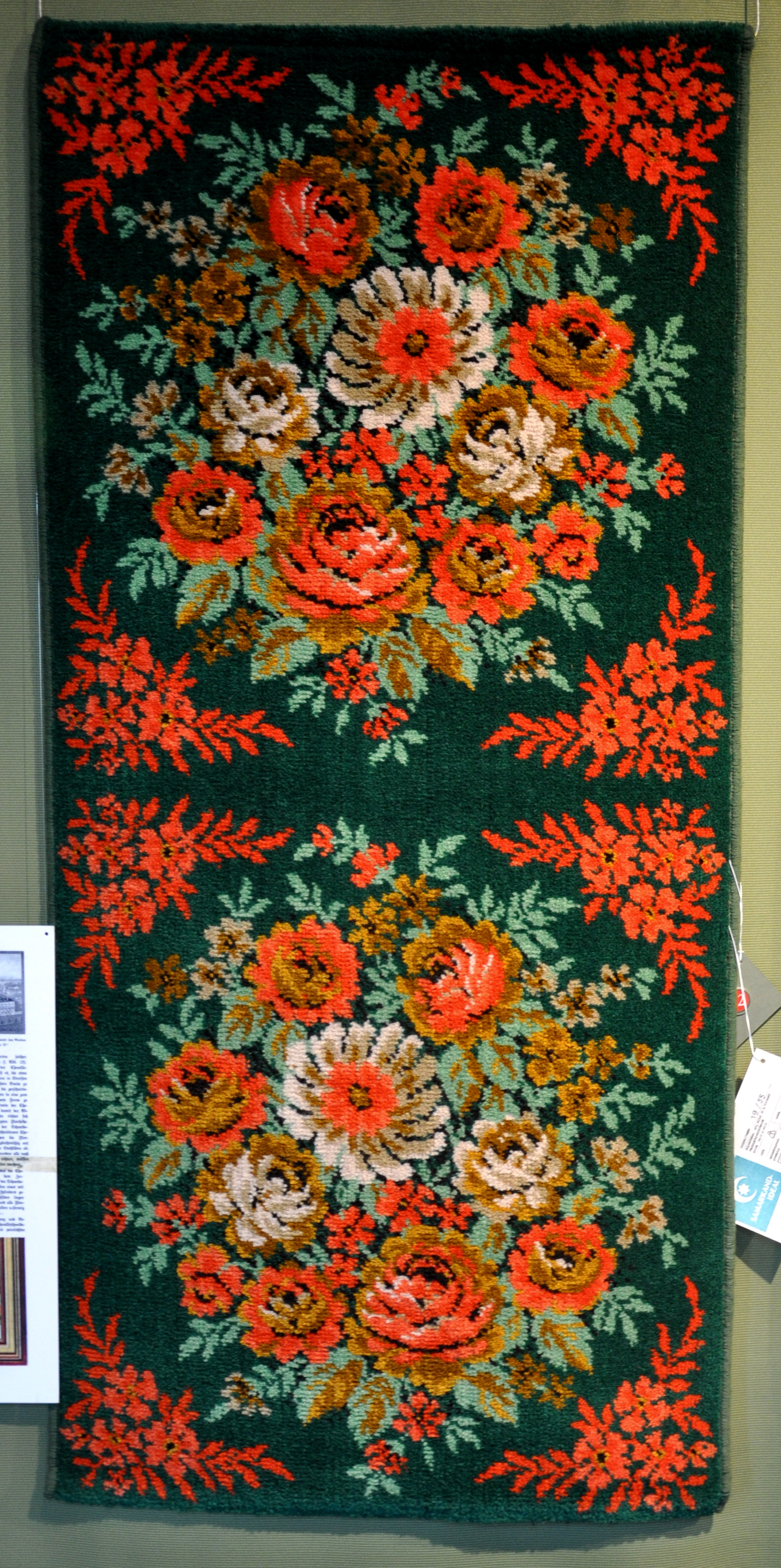
Axminsterský koberec (NDR 1970)
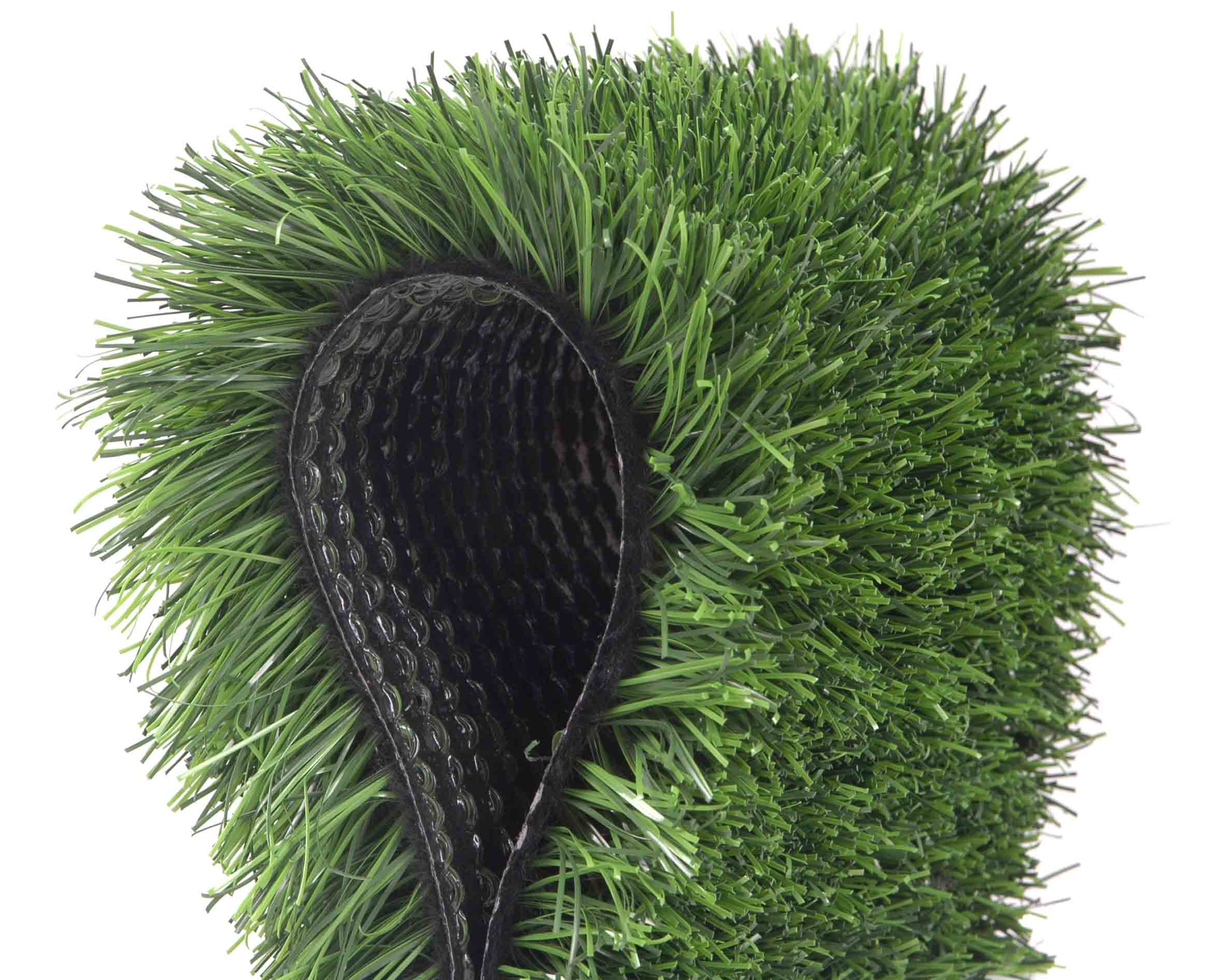
Umělý trávník – tkanina se všívanými monofilamenty
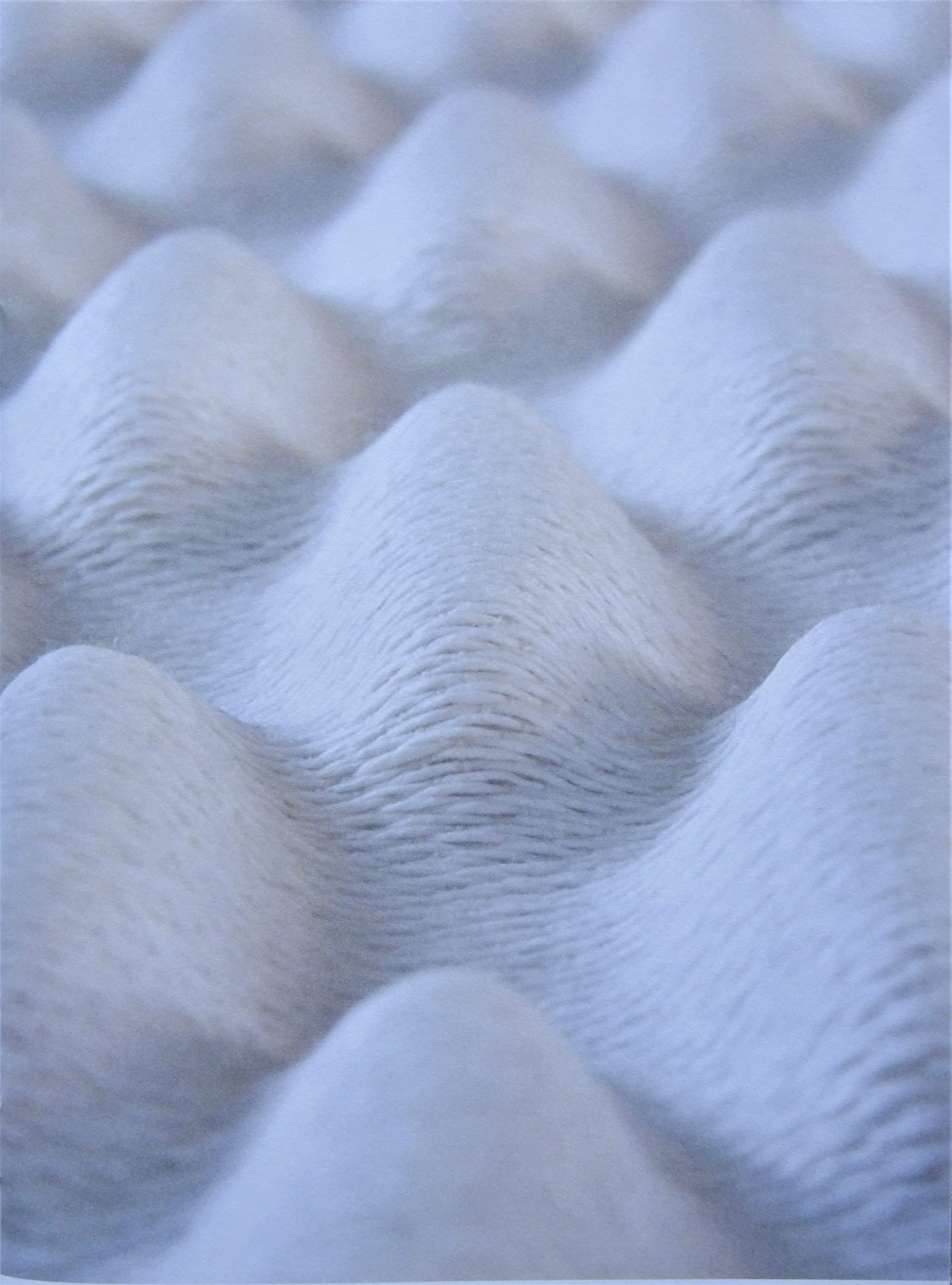
3D tkanina s použitím na akustické stěny
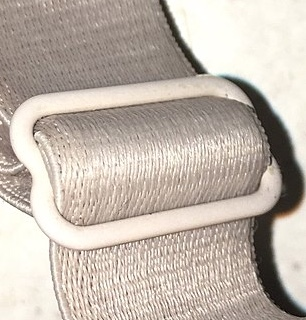
Stuhová tkanina – upínací popruh

### Pletenina

#### Druhy a názvy pletenin
Pleteniny jsou po tkaninách druhá největší skupina textilních výrobků.
Ruční pletení je sice jednodušší než tkaní, první výrobky vznikly však pravděpodobně o několik tisíciletí později než první tkaniny.
Strojní pletení je podstatně produktivnější než tkaní (1m² průměrné pleteniny se vyrobí až šestkrát rychleji než stejné množství tkaniny).
Výrobky se rozdělují na dva odlišné druhy:
- zátažné pleteniny - očka tvoří v pletenině při každé otáčce stroje vždy jen z jedné niti vodorovný řádek, pletenina se snadno párá
- osnovní pleteniny - vazba se tvoří kolmým směrem z několika tisíc nití (osnovy) naráz, výrobek se nedá párat

U obou skupin existuje několik desítek variant v provázání nití, např.: hladká, proužková, žakárová, trikotová, plyšová vazba a mnoho jiných.

#### Galerie pletenin

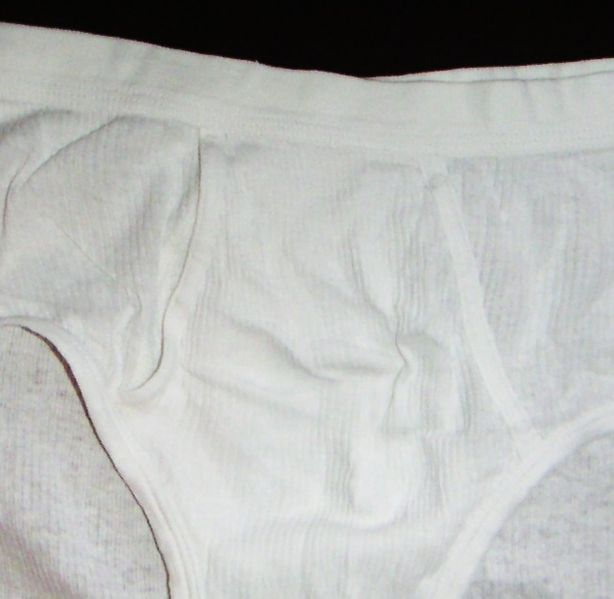
Pánské spodky ze zátažné pleteniny
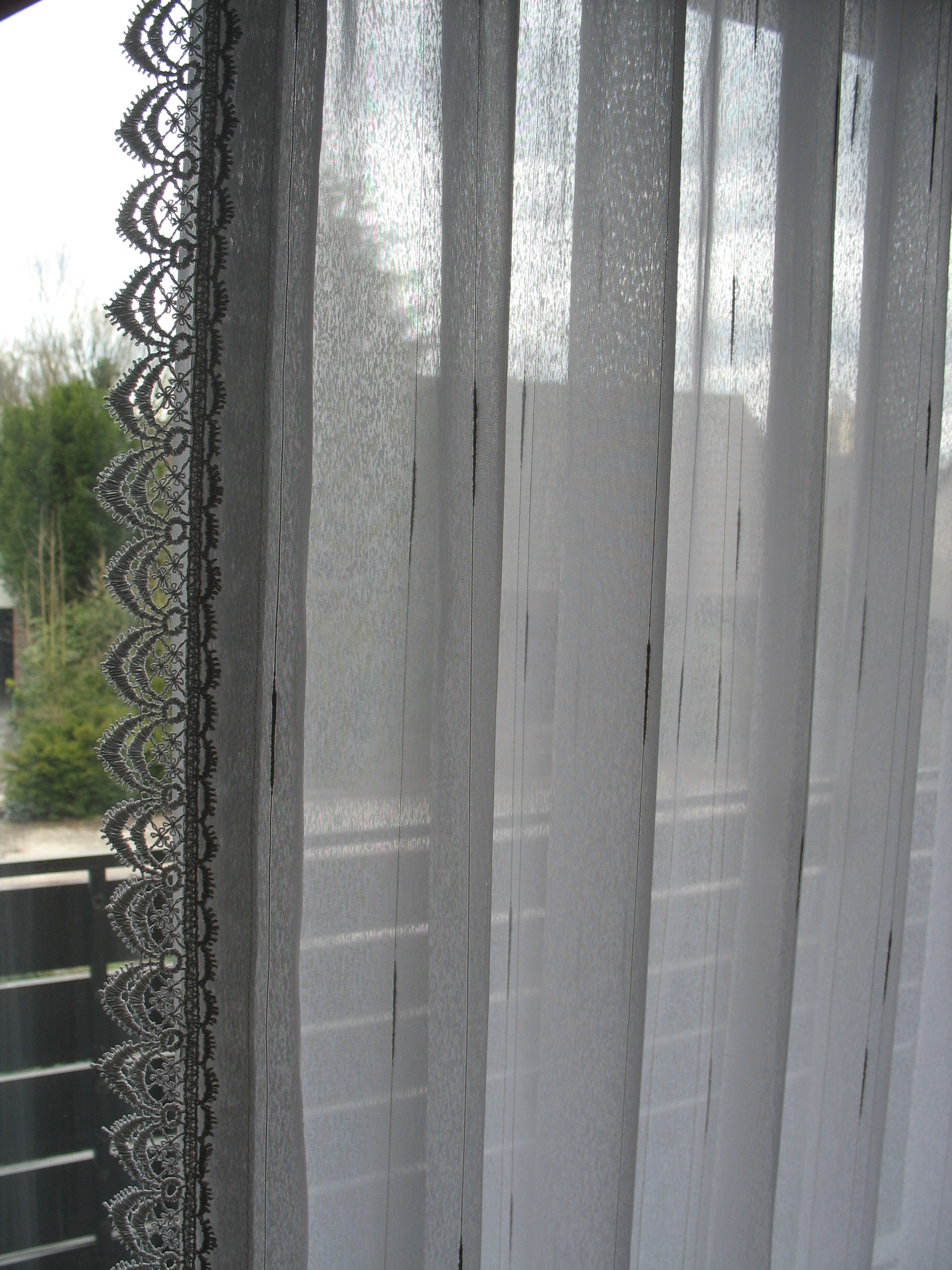
Záclona z osnovní pleteniny
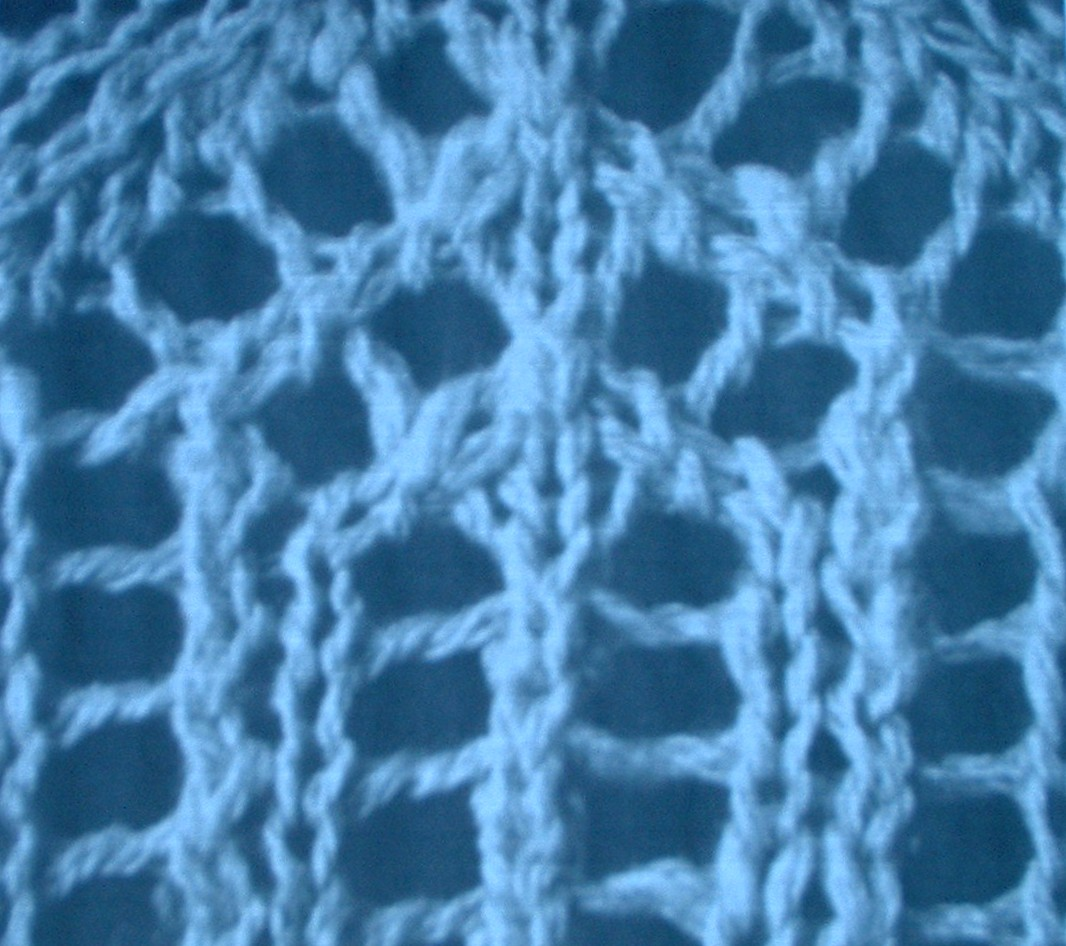
Petinetový vzor zátažné pleteniny
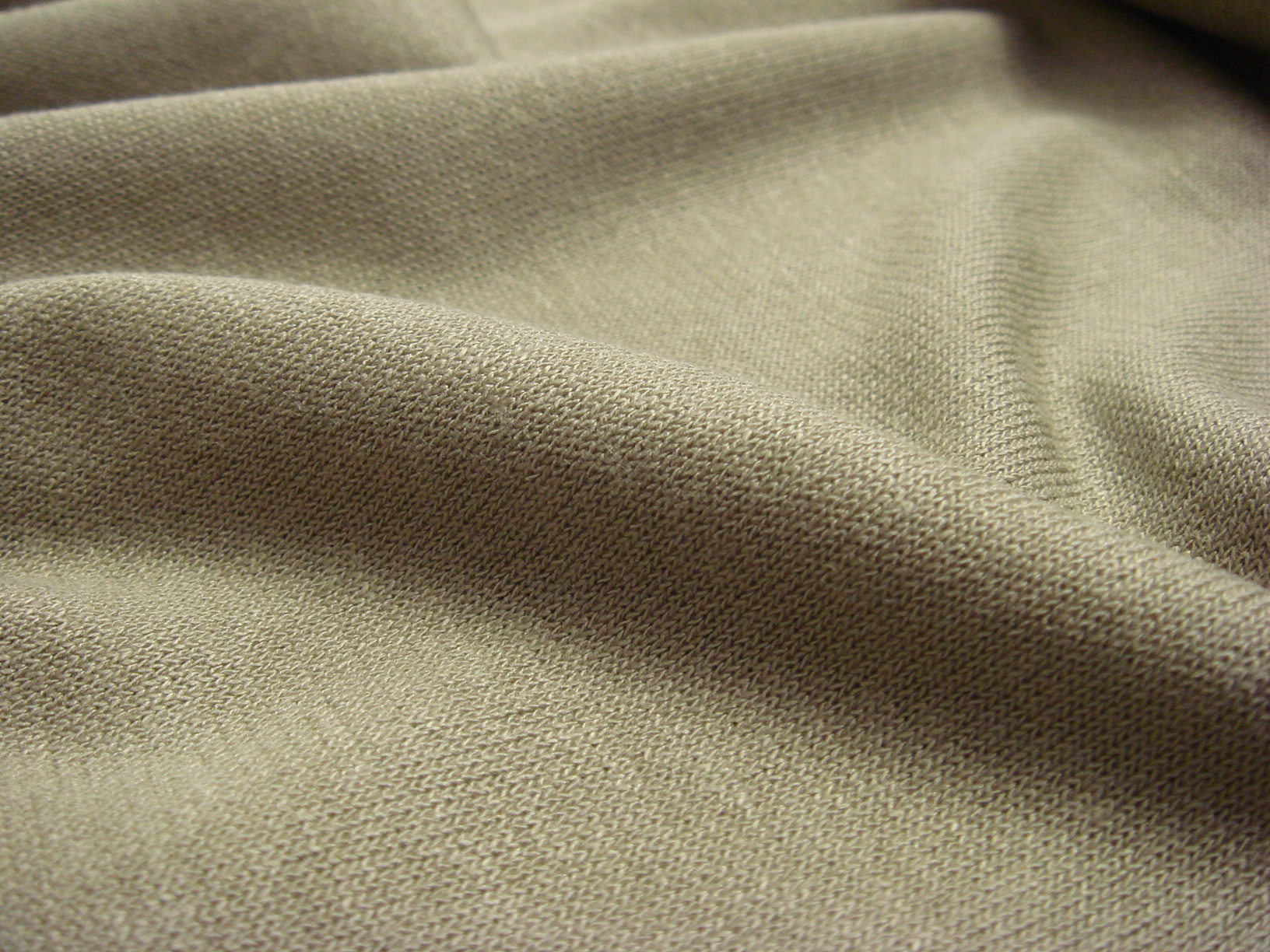
Interloková pletenina
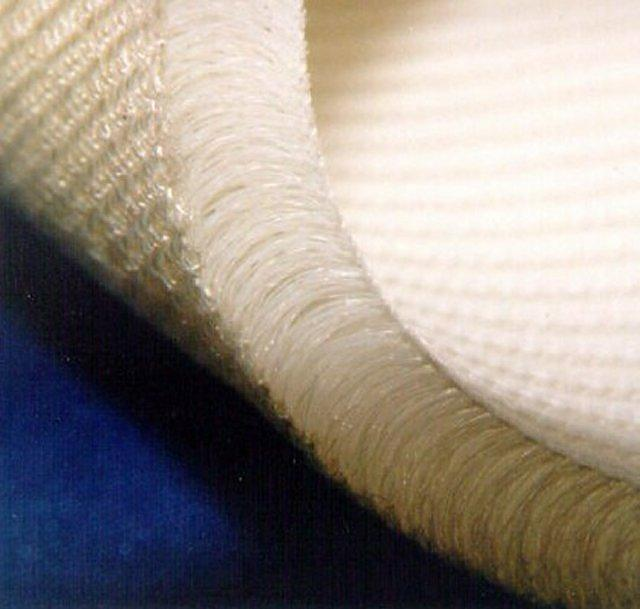
Průřez distanční pleteninou

### Krajka
Krajka je průhledná plošná textilie používaná na zdobení nebo zhotovení kompletních dámských oděvů. Vyrábí se ručně (paličkováním, šitím, háčkováním a mnoha dalšími metodami) nebo strojově (zcela převážně na rašlech, méně na bobinetových, pletacích a vyšívacích strojích). 

#### Galerie krajek

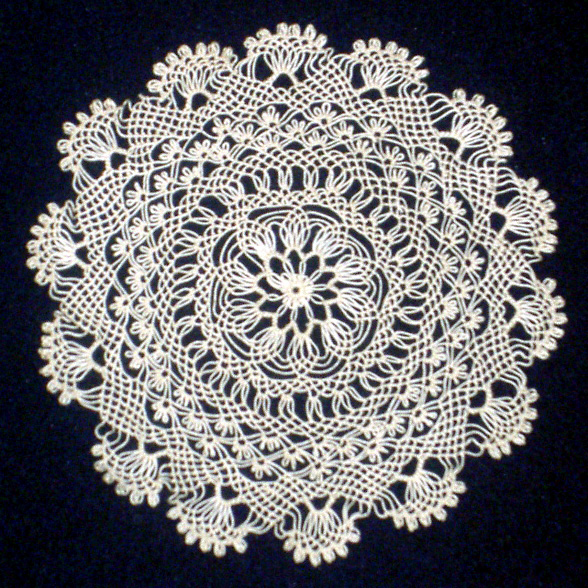
Arménská šitá krajka
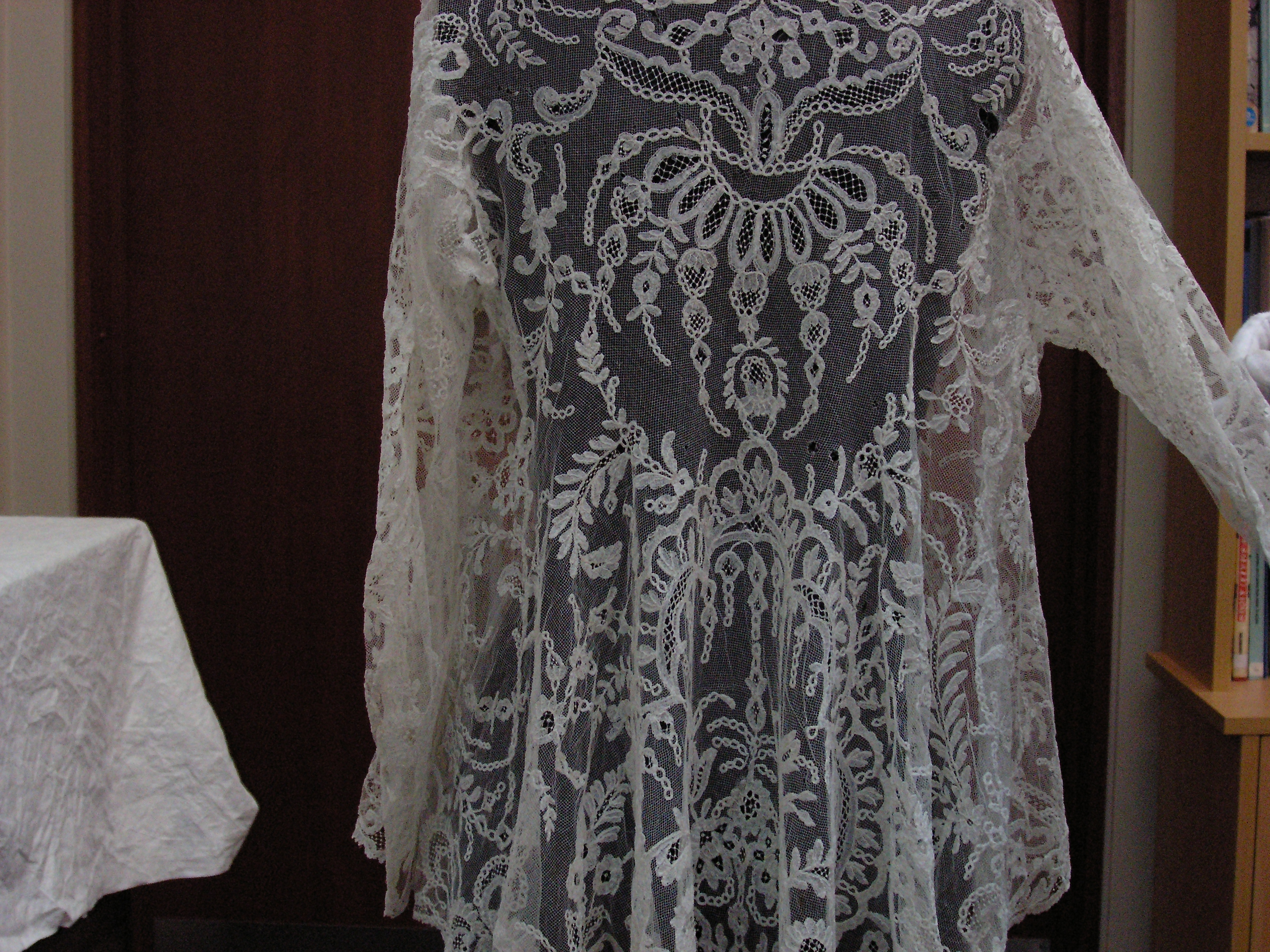
Paličkovaná krajka na strojově vyrobené půdici  (2. polovina 19. století)
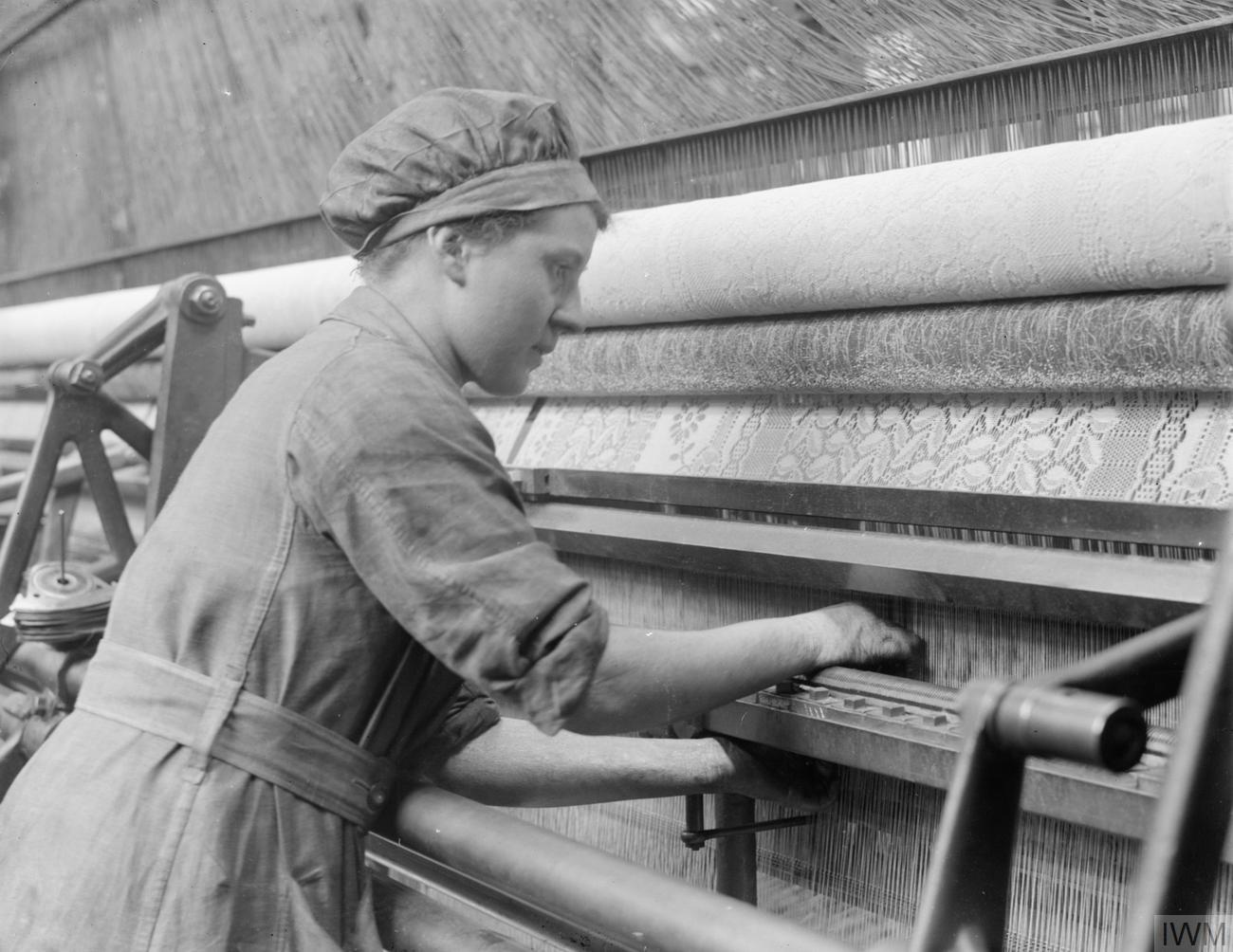
Výroba krajky na bobinetu (Anglie 1918)
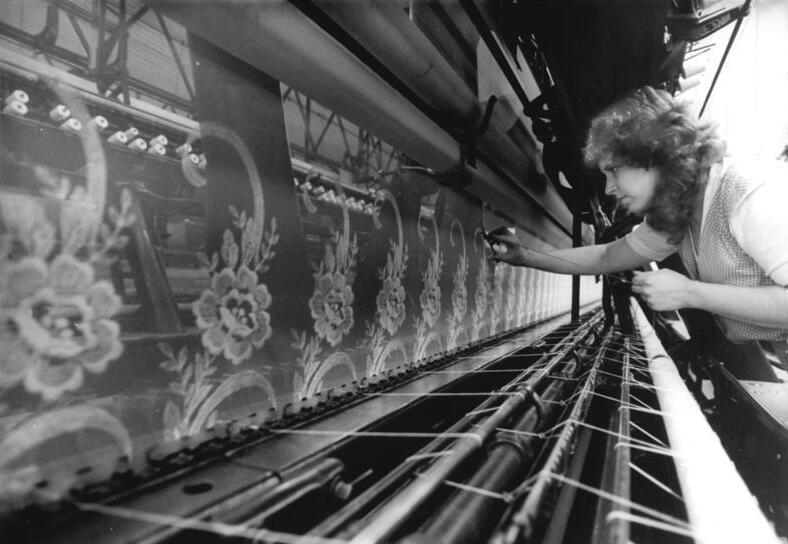
Výroba krajky na háčkovacím stroji (NDR 1989)
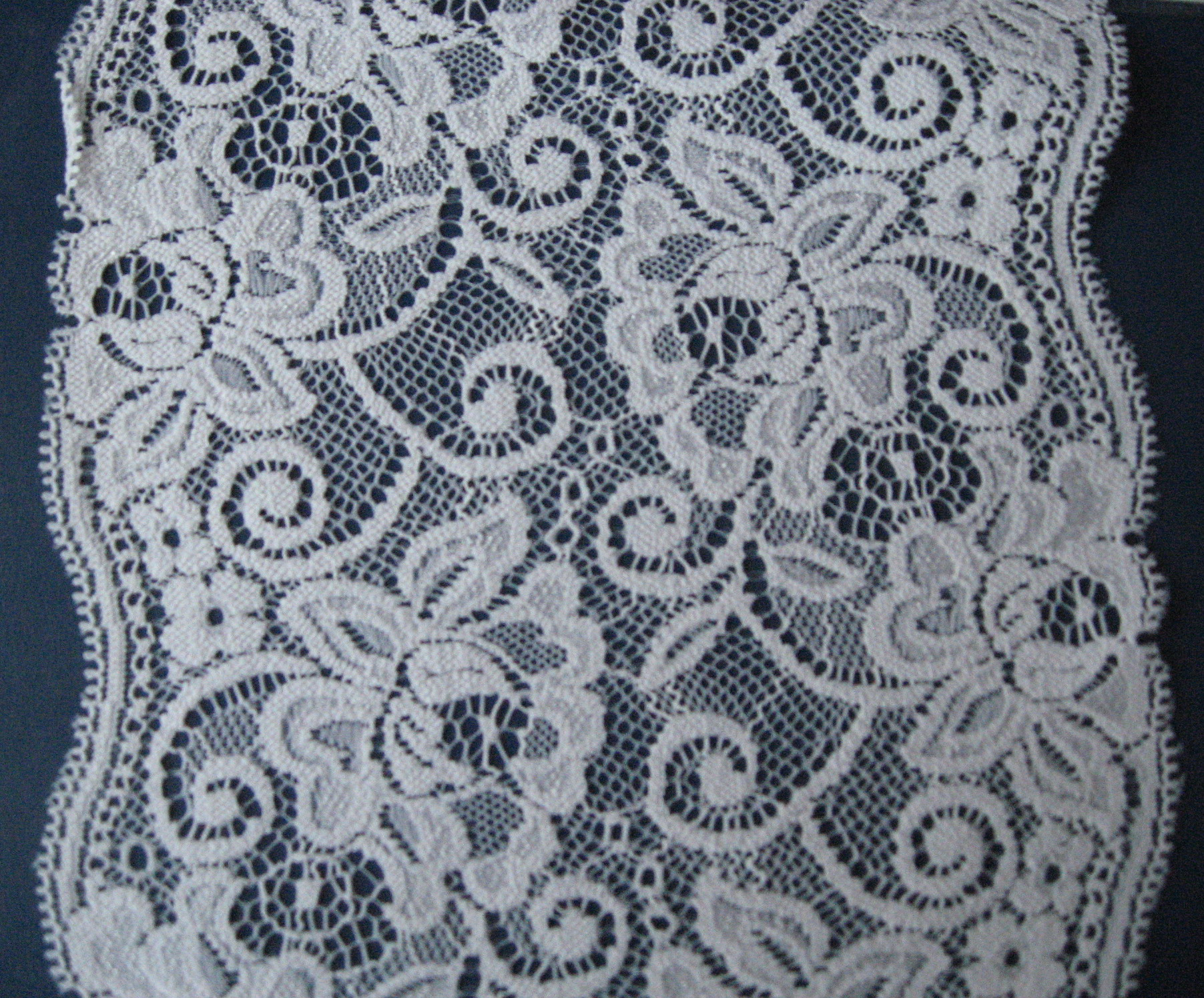
Krajka vyrobená na rašlu

### Netkané textilie
Netkaná textilie je plošný útvar vyráběný z textilních vláken nebo přízí kladených mechanicky nebo aerodynamicky do jedné vrstvy zpevněné  mechanickým, chemickým nebo termickým způsobem
Ve 2. dekádě 21. století se netkané textilie podílely s obchodním obratem 47 miliard USD s cca 10 % na celosvětové textilní výrobě.

#### Galerie netkaných textilií

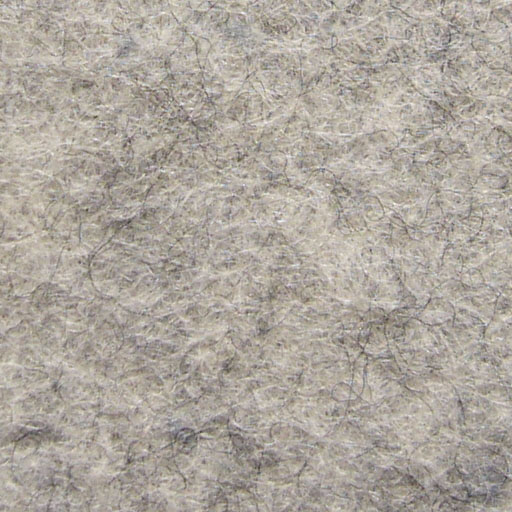
Plst ze směsi vlny a vikózy
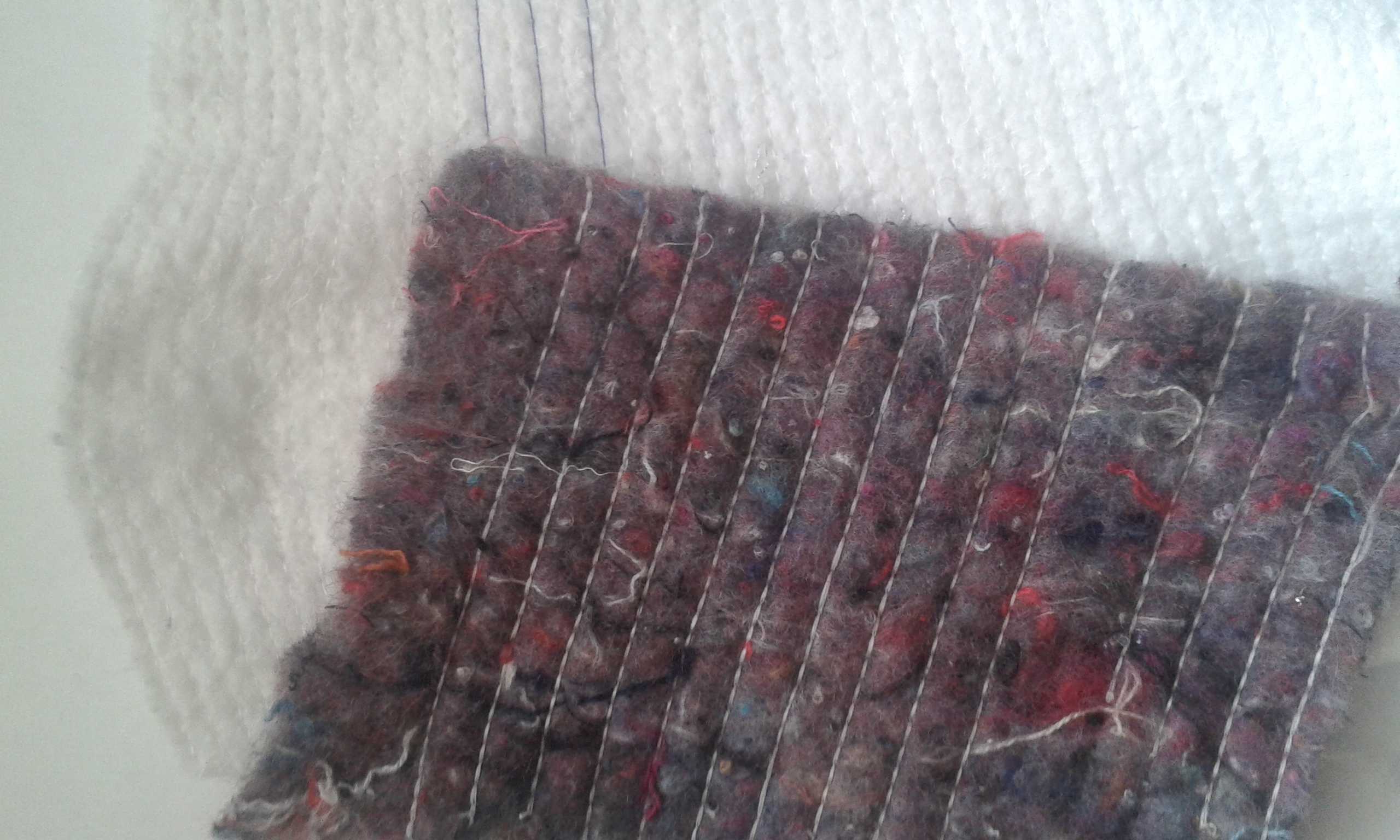
Výrobky z  propletených vláken – technologie maliwatt
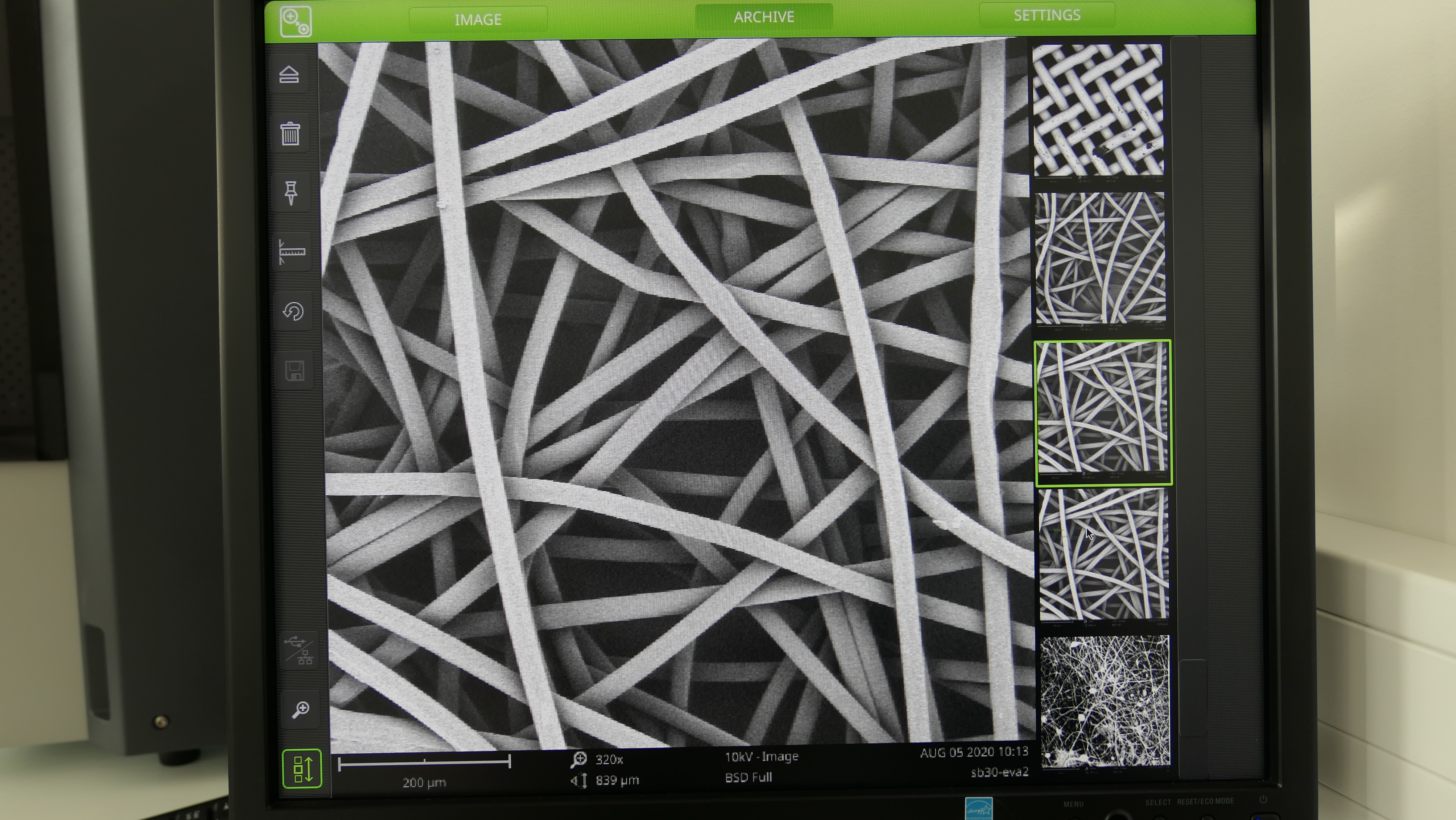
Filamenty kladené technologií melt-blown
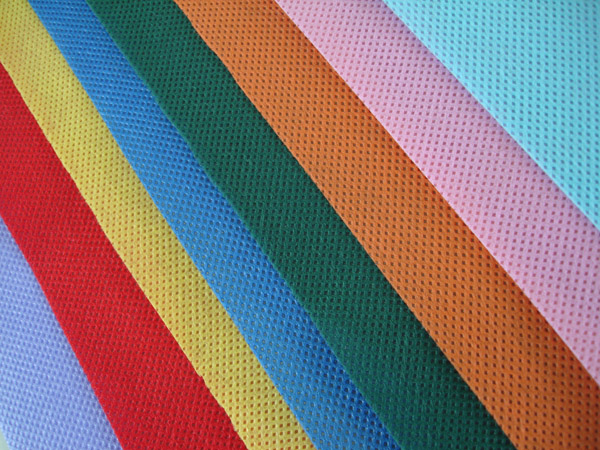
Vzorky vyrobené technologií spunbond
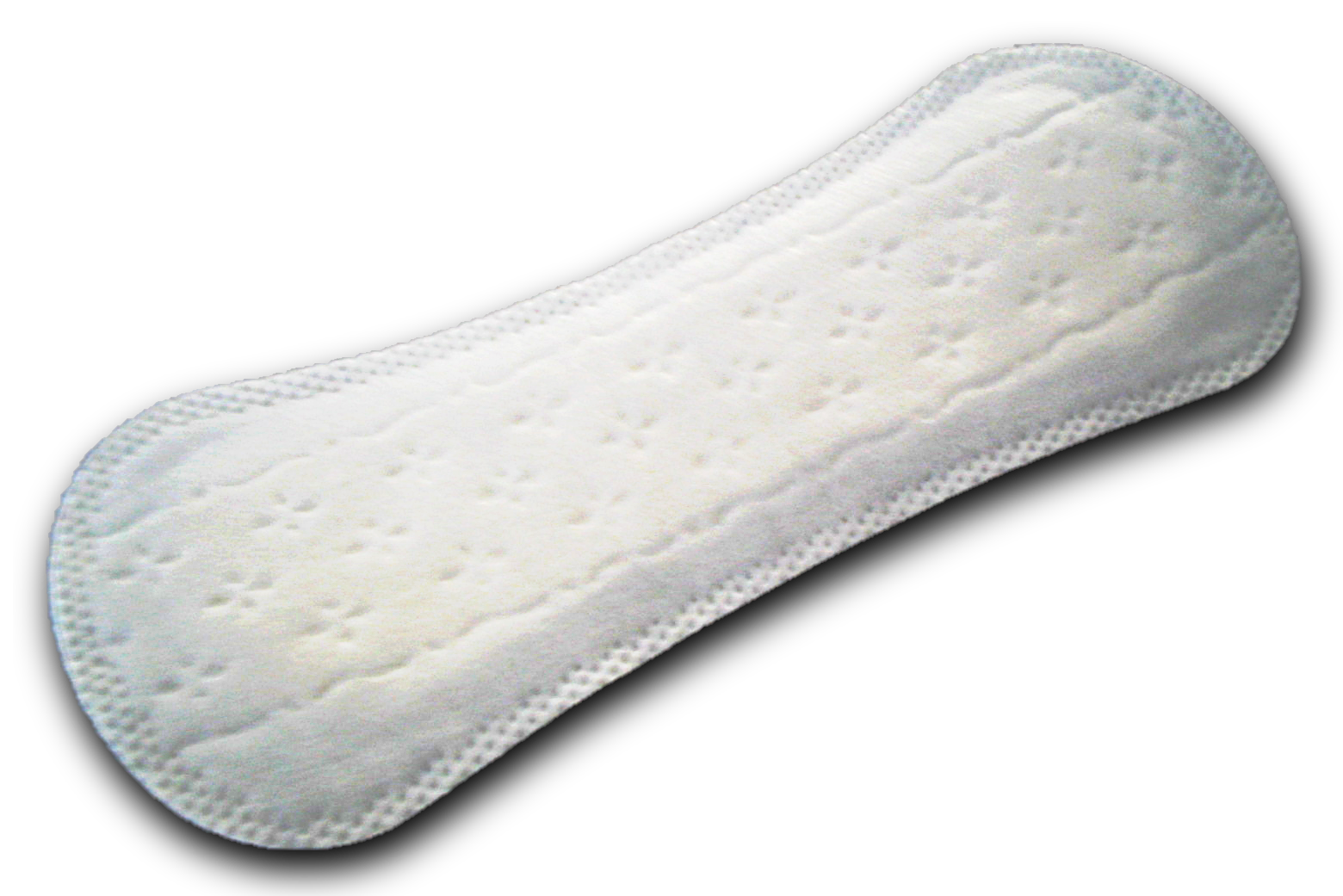
Hygienická vložka vyrobená technologií airlaid

## Zušlechťování textilií
Pro některé textilie se část zušlechťování provádí již u suroviny nebo polotovarů (vlákenné vločky, prameny, příze). Požadované vlastnosti výrobků jsou však zpravidla dosaženy až po konečné chemické nebo mechanické úpravě.
Proces zušlechťování probíhá většinou v několika stupních. Ty se nejčastěji dělí a označují následovně:
| Výrobní stupeň                    | Technologie, příklady                                                                         |
| Předúprava a bělení               |                                                                                               |
| bavlna, směsi a lýková vlákna     | požehování, odšlichtování, praní, vyvářka, sušení, bělení                                     |
| vlna                              | karbonace, valchování, krabování, chlorování, bělení                                          |
| přírodní hedvábí                  | odkližování, bělení, zatěžování                                                               |
| syntetická vlákna                 | fixace, optické zjasňování, (výjimečně bělení)                                                |
| Barvení                           |                                                                                               |
| Výběr barviva                     | (cca 10 základních druhů) podle: žádaného odstínu, afinity k druhu vláken, stálosti vybarvení |
| Výrobní postup                    | diskontinuální, kontinuální                                                                   |
| Tisk                              |                                                                                               |
| Druhy tisku: • podle účinku barev | přímý, leptový, rezervový                                                                     |
| • podle strojního vybavení        | válcový, filmový, tisk přenosem, digitální                                                    |
| Výrobní postup                    | příprava pasty – tisk – sušení – fixace - praní                                               |
| Speciální úpravy                  |                                                                                               |
| Mechanické                        | kalandrování, česání, postřihování, lisování, kompres. srážení a j.                           |
| Chemické                          | nemačkavá, antistatická, protižmolková, matování, nánosové úpravy a j.                        |

##### Galerie zušlechťování textilií

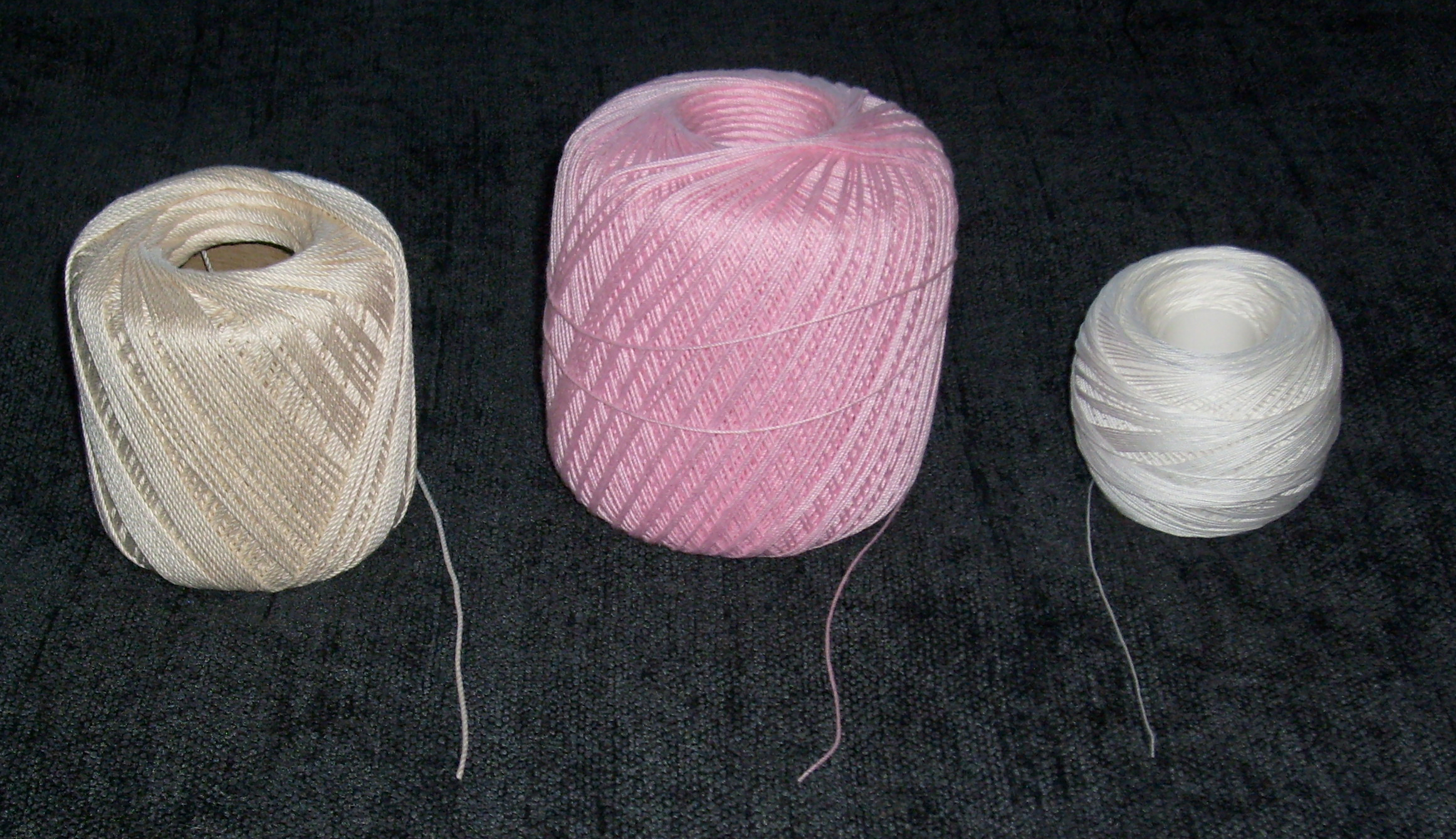
Mercerované bavlněné příze na vyšívání
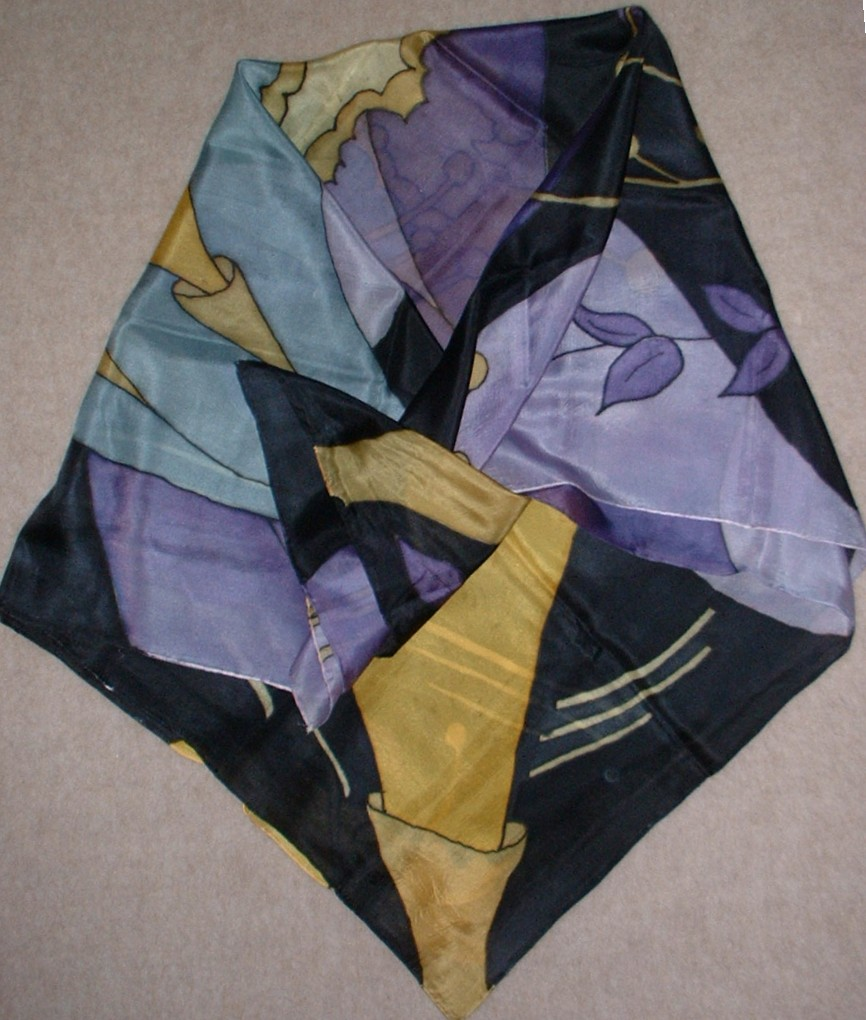
Tisk na hedvábné tkanině
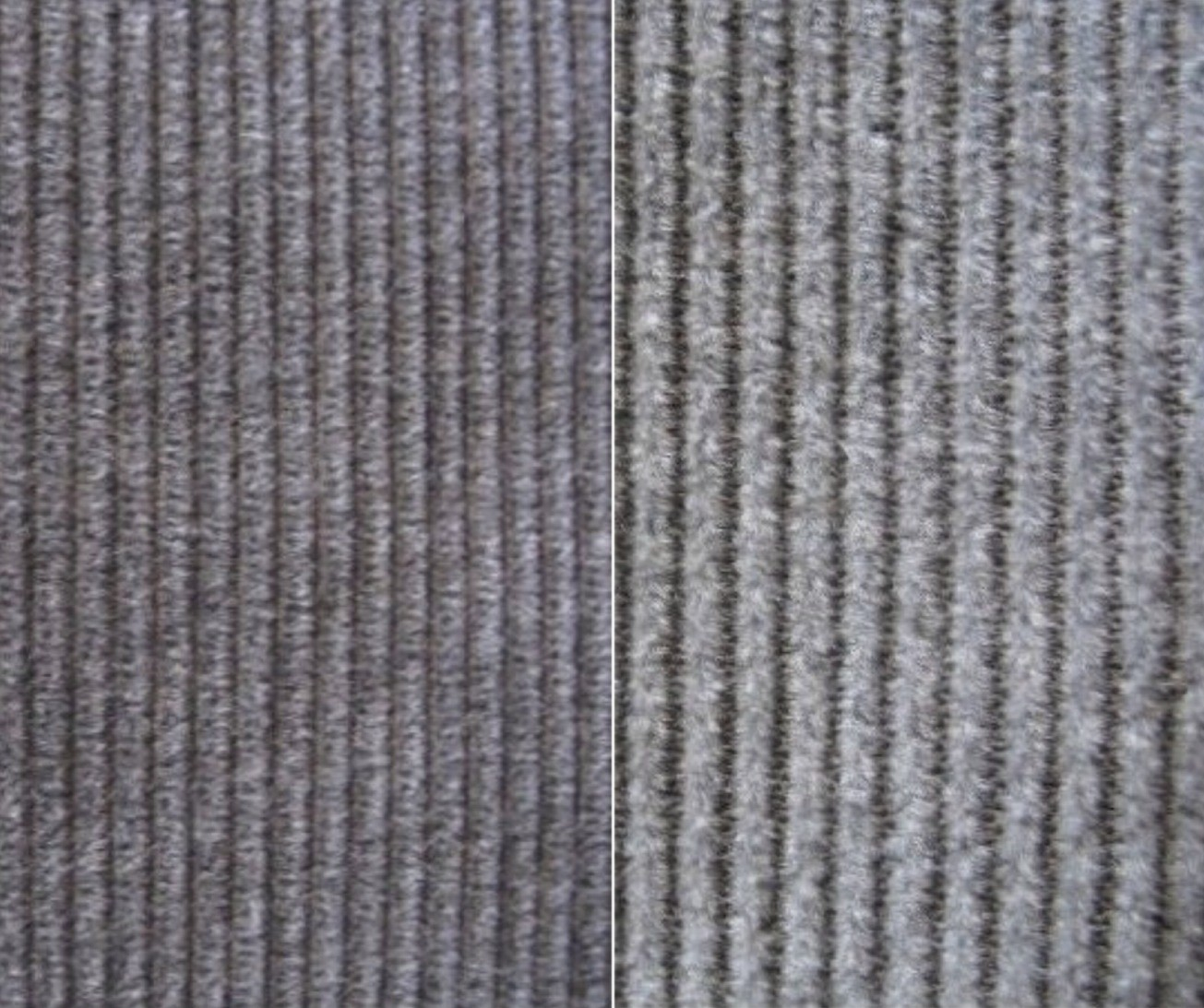
Bavlněný a vlněný manšestr
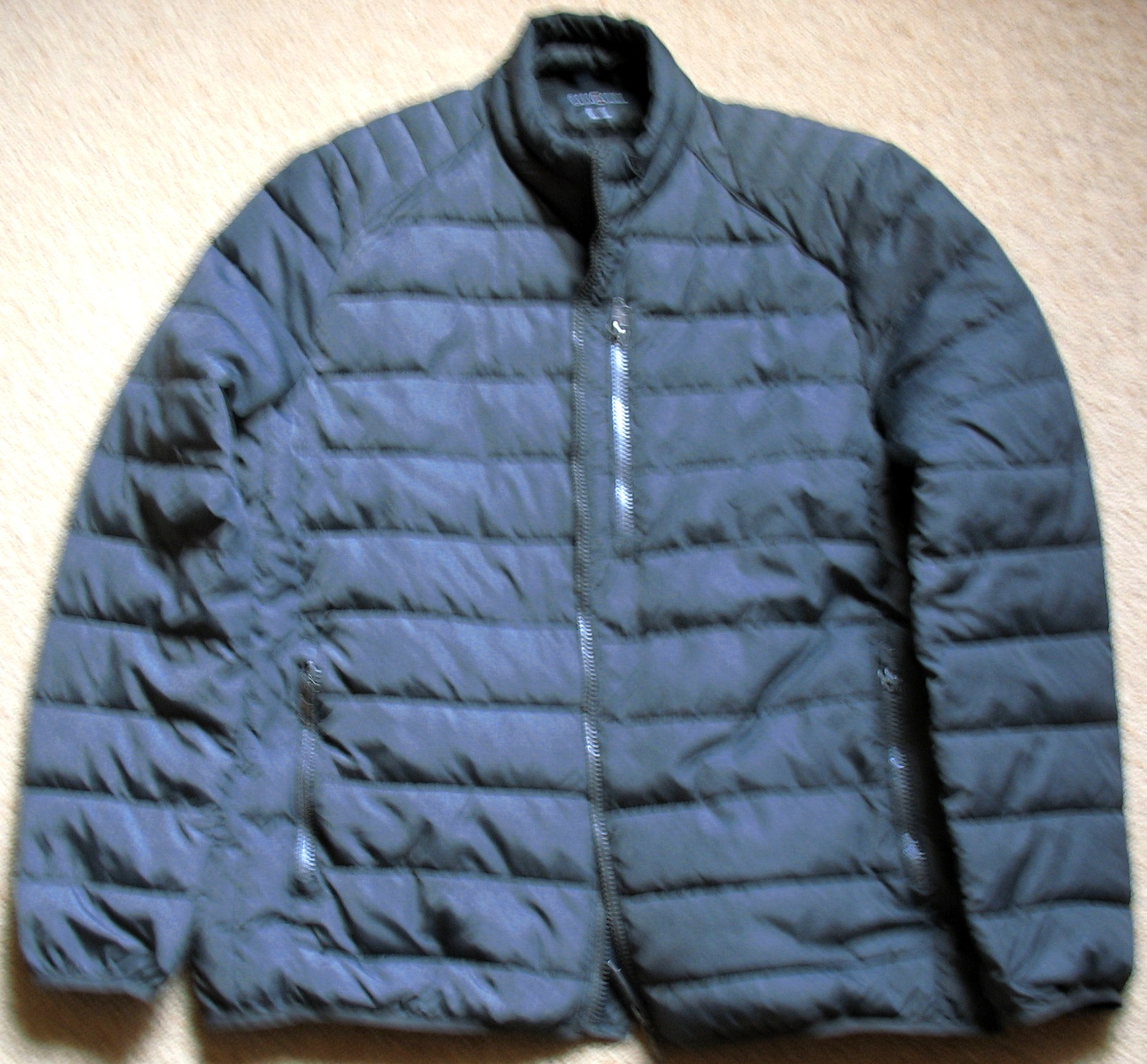
Tkanina s vypratelnou hydrofobní úpravou
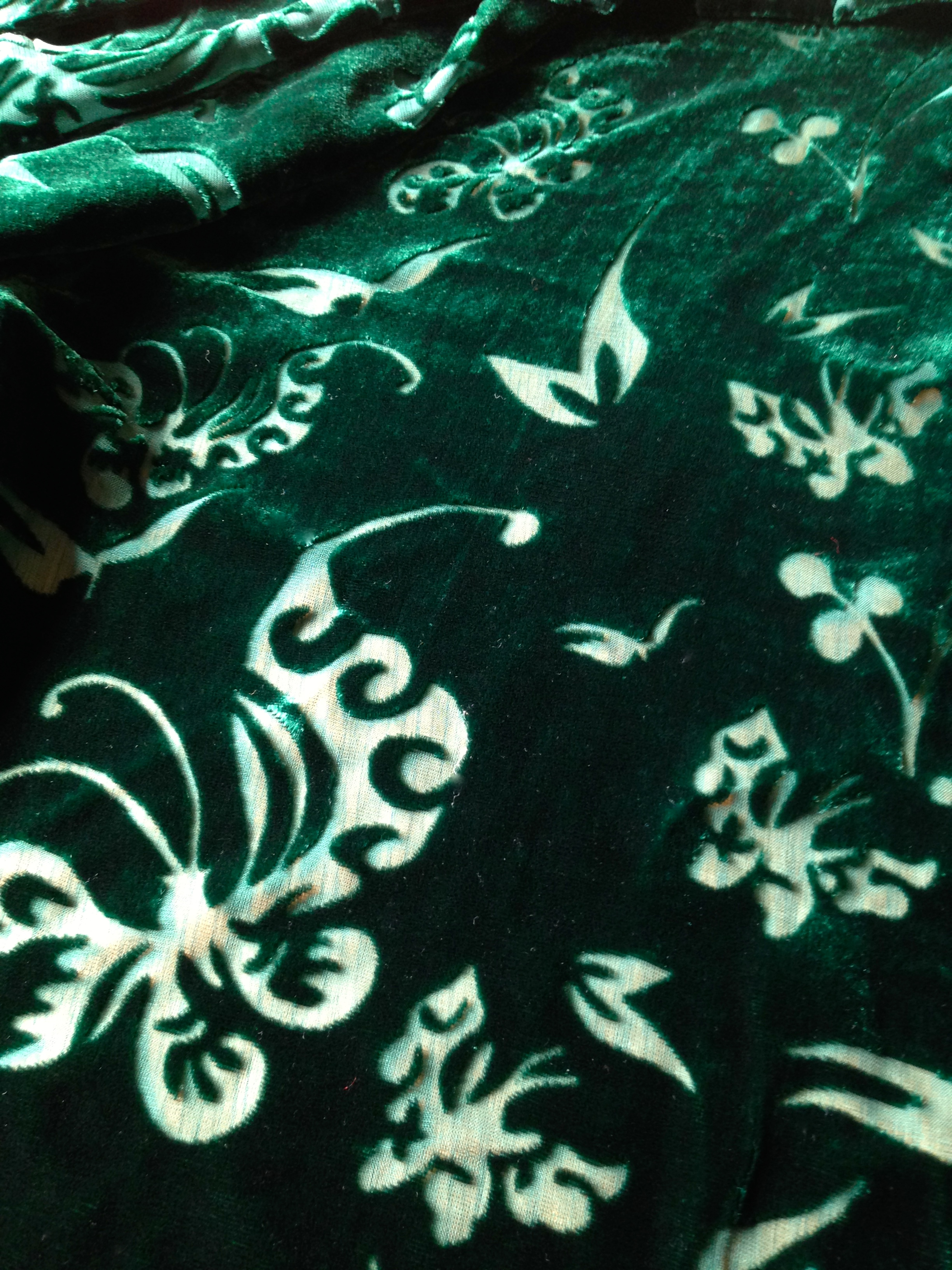
Vypalovaný vzor na hedvábném sametu

## Ruční práce
Ruční práce s textiliemi lze rozdělit:
Práce s vlákny
- Předení
- Plstění

Práce s přízí
- Tkaní, pletení, háčkování, paličkování, splétání, oplétání, vyšívání, vázání koberců aj.
- Odvozené druhy: amigurumi (japonská výšivka), occi (krajka z uzlů), tapiserie, tkaní s karetkami (nástroj se 4 otvory na tkaní stužek) aj.

Práce s plošnými textiliemi
- šití, patchwork, quilt, řetízkování, malba na hedvábí, filmový tisk, batikování aj.

Ruční práce s textilními materiály se dnes provádí hlavně jako hobby, v omezené míře se některé techniky používají v manufakturní a umělecké výrobě (výjimka: vázání koberců).
Nejen tkaní, pletení a šití se zmechanizovalo, v posledních cca 100 letech se také například paličkování, vyšívání, splétání a oplétání šňůr aj. provozují jako strojní průmyslová výroba.

#### Galerie ručních prací

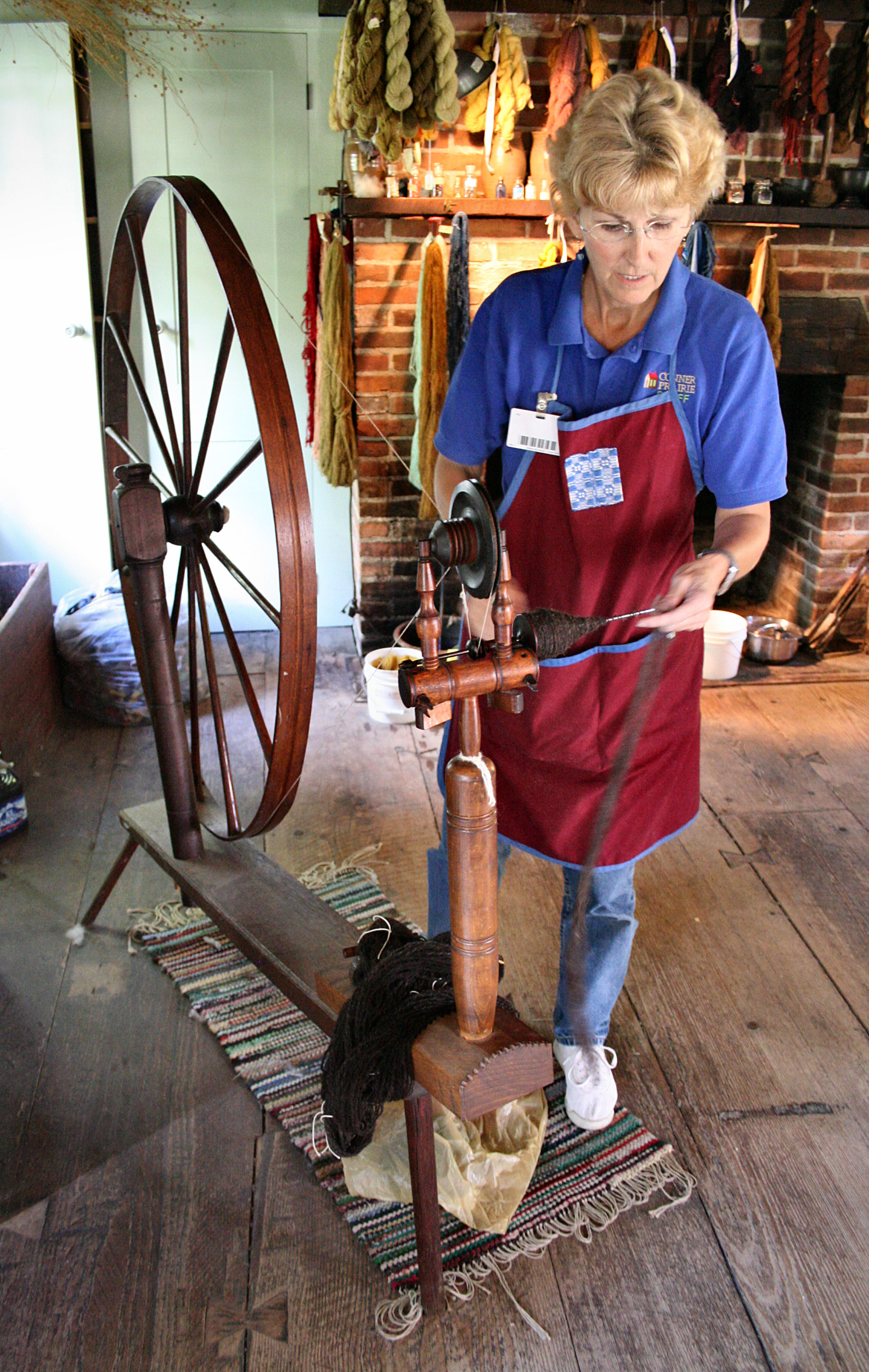
Předení vlny na kolovrátku
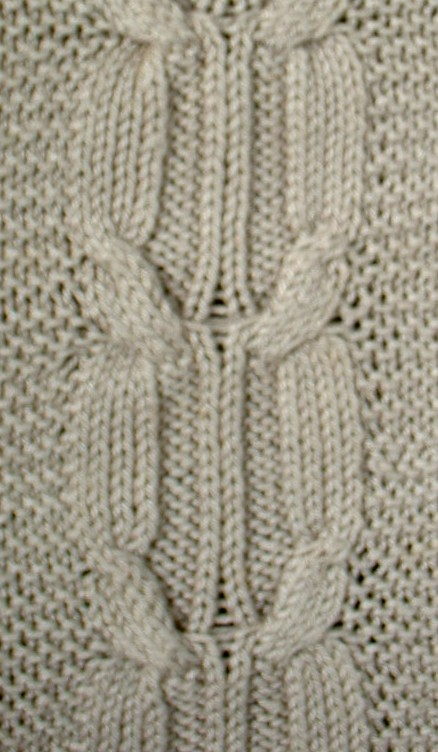
Ručně pletený vzor na svetru
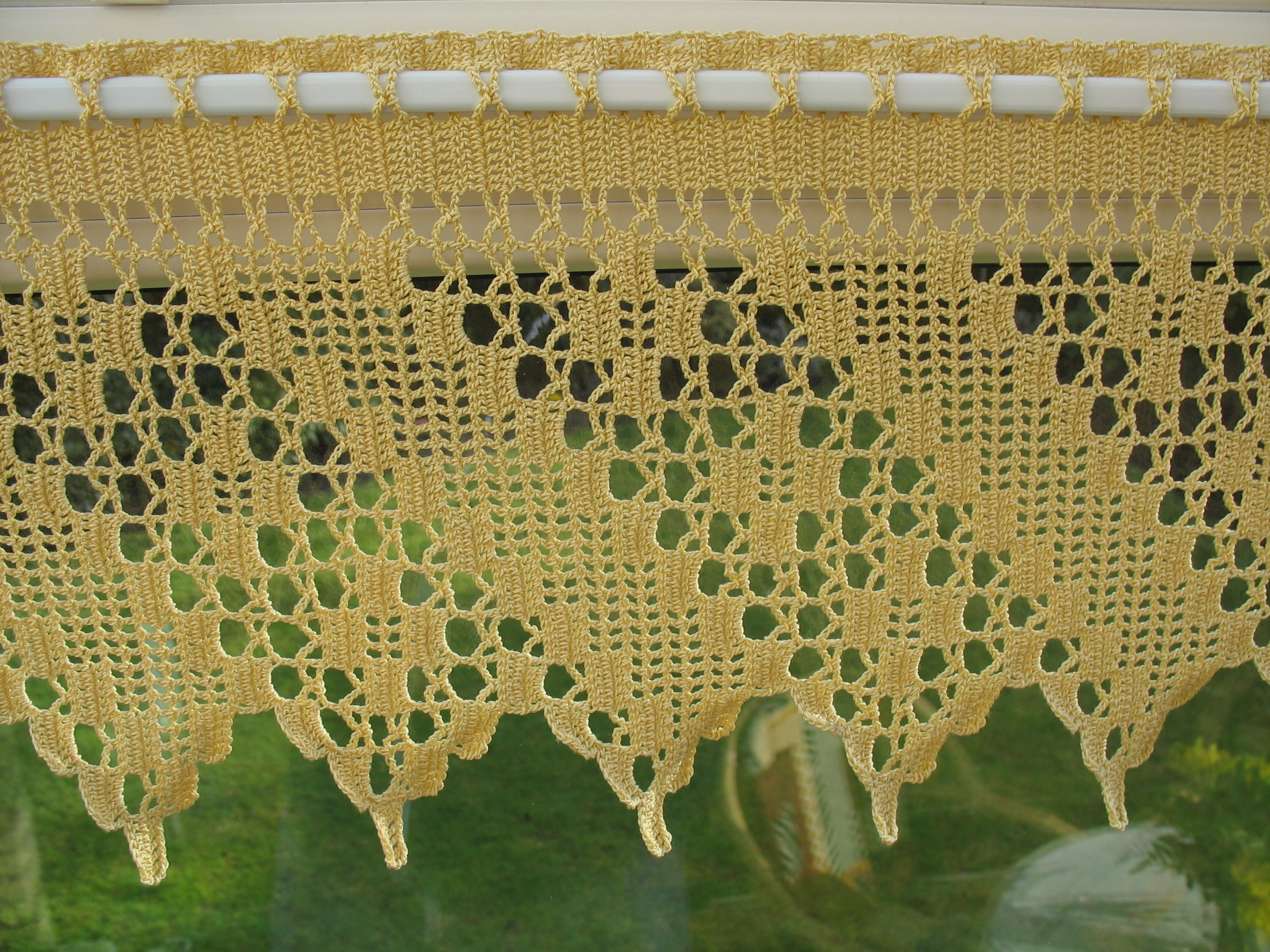
Ručně háčkovaná krajka
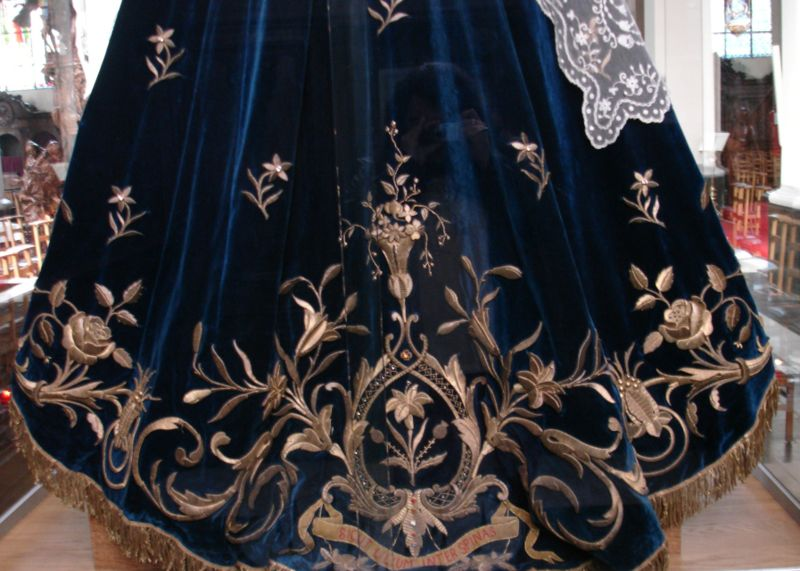
Výšivka z 19. století
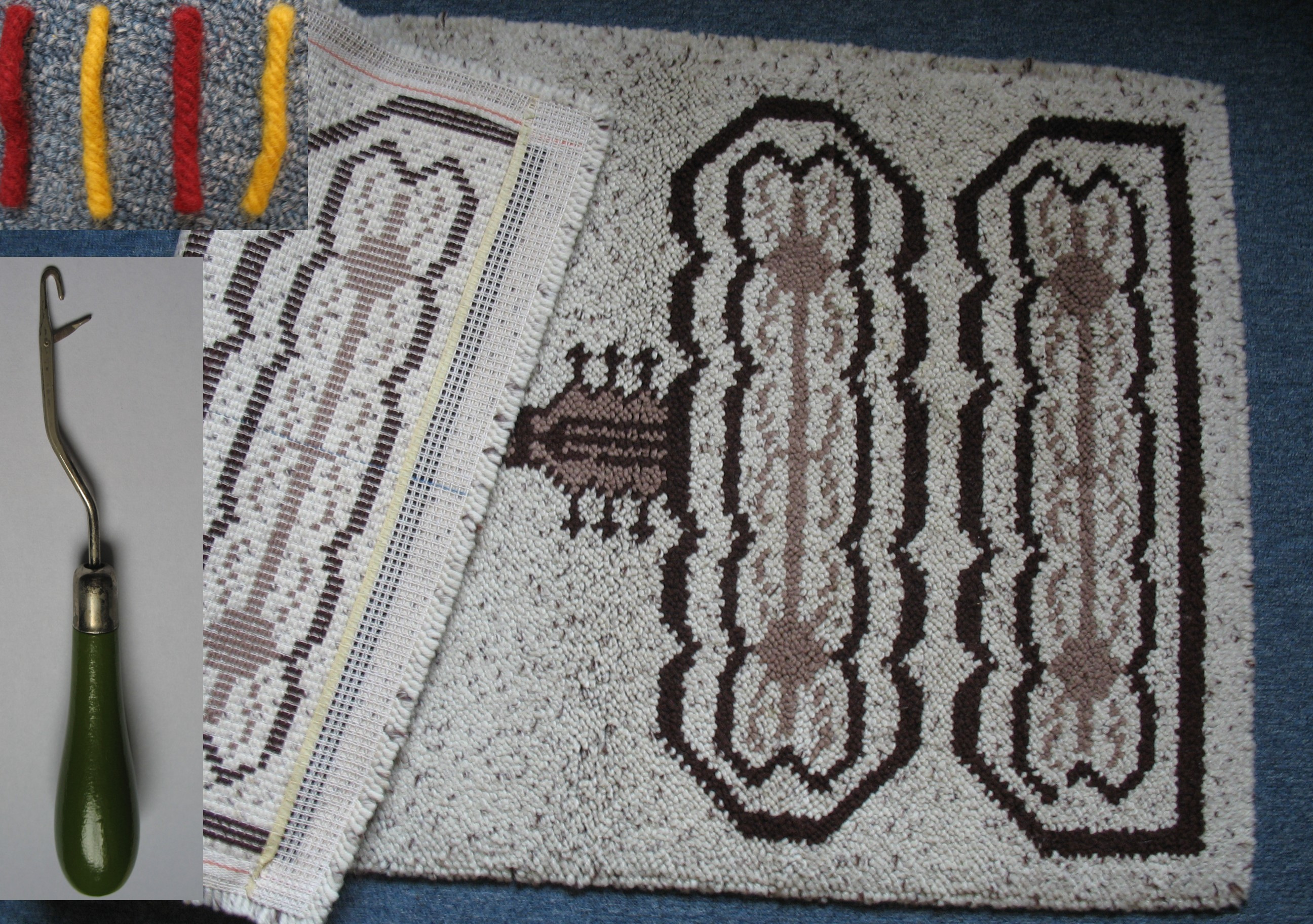
Ručně vázaný koberec s jehlou a přízí